# Liste des astres de Star Wars
Vous lisez un « article de qualité » labellisé en 2021.
La liste des astres de Star Wars recense les noms et les présentations simplifiées des principaux astres (planètes, satellites naturels, astéroïdes, étoiles et nébuleuses) de cet univers fictif tout en plaçant le concept d'astres de Star Wars dans son contexte au sein du monde réel.
Star Wars compte un nombre important d'astres. Ils sont issus de sa série de films, mais aussi des très nombreuses déclinaisons de l'univers en séries télévisées, romans, bandes dessinées et jeux vidéo. Ils ont été conçus de diverses manières et pour diverses raisons, et certains ont un impact culturel considérable, en rejoignant parfois même des éléments scientifiques du monde réel, volontairement ou non. Parmi les astres les plus connus, principalement des planètes, se trouvent Tatooine et Géonosis, des déserts chauds, mais aussi le désert froid de Hoth, l'aride Utapau ou l'œcuménopole Coruscant, les forestières Kashyyyk et Dagobah, la volcanique Mustafar et les prestigieuses Alderaan et Naboo, ainsi que les lunes respectives de Yavin et d'Endor.

## Univers

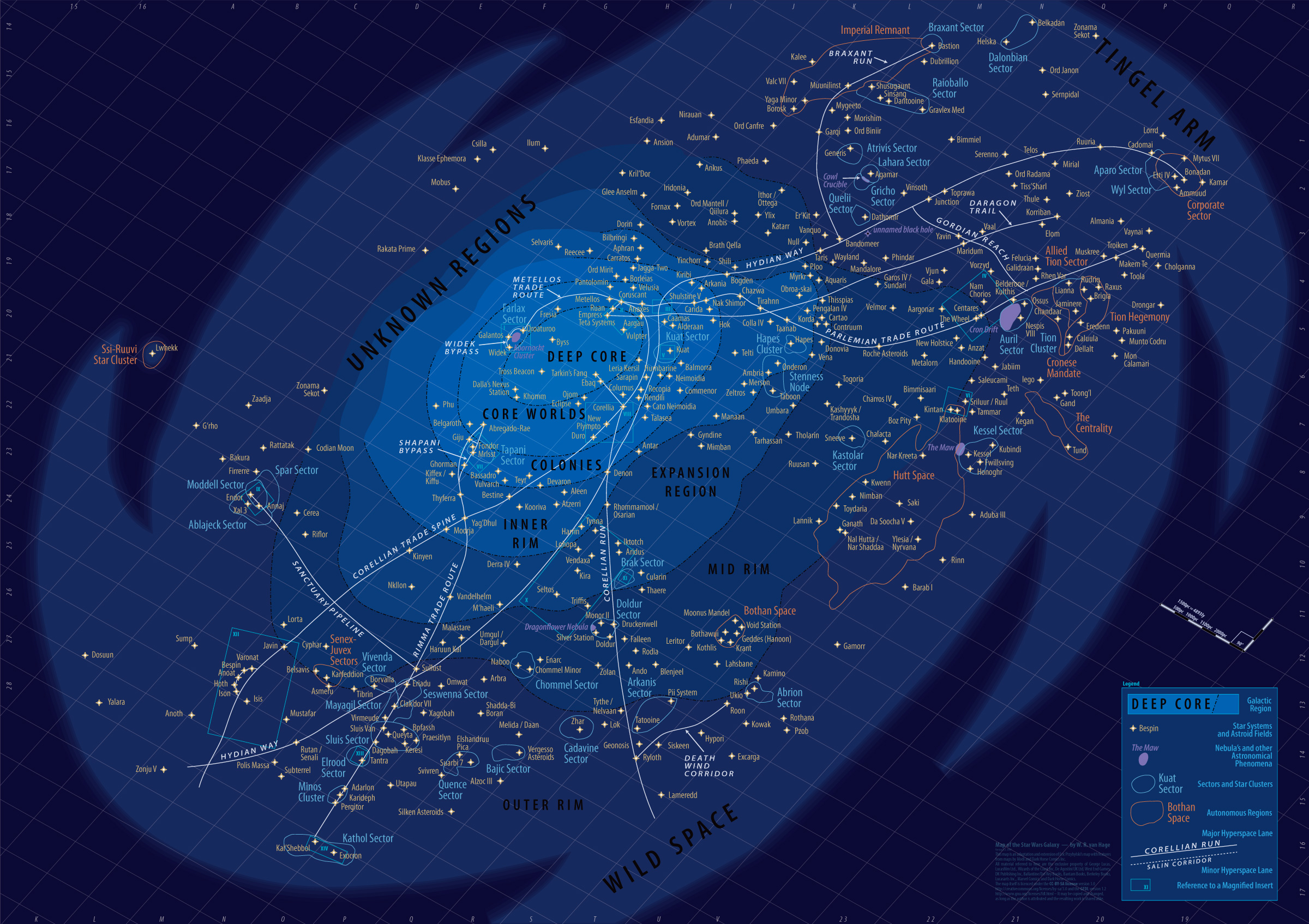
Carte de la galaxie de Star Wars.

L'univers de Star Wars se déroule dans une galaxie qui est le théâtre d'affrontements entre les Jedi et les Sith, personnes sensibles à la Force, un champ énergétique mystérieux leur procurant des pouvoirs parapsychiques. Les Jedi maîtrisent le Côté lumineux de la Force, pouvoir bénéfique et défensif, pour maintenir la paix dans la galaxie. Les Sith utilisent le Côté obscur, pouvoir nuisible et destructeur, pour leurs usages personnels et pour dominer la galaxie.
Depuis le rachat de la société Lucasfilm par The Walt Disney Company, il existe deux univers Star Wars : le « Légendes » et l'« Officiel ». Ils ont pour point commun les six premiers films, le film d'animation The Clone Wars et la série télévisée éponyme. L'univers Légendes reprend en plus les histoires complémentaires présentées dans des livres, des bandes dessinées, des téléfilms ou des jeux sortis avant 2014. L'univers Officiel reprend lui, les histoires des films et des autres supports parus depuis 2014,.

## Géographie
La Galaxie de Star Wars est divisée en plusieurs régions. Celles-ci peuvent être regroupées en deux catégories : le Grand Noyau et la Bordure.

### Grand Noyau
Le Grand Noyau comporte, de l'intérieur à l'extérieur, le Noyau profond, les Mondes du Noyau, les Colonies et la Bordure intérieure. Le Noyau profond est difficile de navigation. Les Mondes du Noyau réunissent les principales planètes politiques et/ou culturelles. Les Colonies se situent politiquement juste en dessous des Mondes du Noyau, géographiquement entourés par les Colonies. La Bordure intérieure abrite des zones indépendantes de la République ou influentes dans la Galaxie.

### Bordure
La Bordure comporte, de l'intérieur à l'extérieur, la Zone d'expansion, la Bordure médiane, l'Espace Hutt, la Bordure extérieure, l'Espace sauvage et les Régions inconnues. La Zone d'expansion est dominée par les corporations. La Bordure médiane contient des planètes rarement intéressantes pour les politiques ou les criminels. L'Espace Hutt, à cheval entre les Bordures médiane et extérieure, est dominé par l'espèce éponyme. La Bordure extérieure est la plus grande zone de la Galaxie. L'Espace sauvage n'est pas colonisé, mais exploré. Les Régions inconnues forment la partie inexplorée à l'Ouest galactique.

## Chronologie

### Chronologie commune
Pour ramener la paix dans la galaxie, une République galactique a été fondée sur Coruscant. Mais, elle est secouée par des invasions planétaires comme celle de Naboo (La Menace fantôme) et la guerre dite « des clones » (qui commence entre républicains et séparatistes à Géonosis dans L'Attaque des clones). Pour y mettre fin, la République est remplacée en 19 av. BY par un Empire galactique, avec l'exécution des Jedi dans divers mondes comme Saleucami ou Felucia tandis que les séparatistes perdent des dirigeants à Coruscant, à Utapau et à Mustafar (La Revanche des Sith).
La brutalité du régime provoque l'apparition d'une opposition armée : l'Alliance rebelle. Ses premières grandes victoires sont la bataille de Scarif, quand les rebelles parviennent à s'emparer des plans de l'Étoile de la mort, l'arme absolue de l'Empire (Rogue One), puis la bataille de Yavin, qui voit la destruction de la station spatiale près de la base rebelle de Yavin 4 (Un nouvel espoir). En 3 ap. BY, le bras droit de l'empereur, le maléfique Dark Vador contre-attaque en détruisant la base principale des rebelles sur Hoth puis en capturant les rebelles réfugiés à Bespin (L'Empire contre-attaque). Un an plus tard, en 4 ap. BY, l'Alliance remporte une grande victoire en détruisant une seconde station spatiale et en éliminant l'empereur Palpatine et Vador lors de la bataille d'Endor, près de la lune forestière d'Endor (Le Retour du Jedi).

### Chronologie «Légendes»
En complément aux évènements se déroulant entre 32 av. BY (La Menace fantôme) et 4 ap. BY (Le Retour du Jedi), l'univers « Légendes » développe le passé et le futur de la saga.
Le passé, nommé période de l'« Ancienne République », raconte l'histoire de la création de la République et de l'Ordre Jedi. En 5 000 av. BY les Sith lancent la première guerre galactique, à partir de Ziost et de Moraband, qui se termine par leur défaite. Un millénaire plus tard, les Mandaloriens tentent de s'emparer de la galaxie en partant de Mandalore durant un autre conflit. Bien que victorieuse, la République est exsangue. Elle ne peut alors pas empêcher le retour des Sith. Ce n'est qu'en 1 000 av. BY à Ruusan que les Jedi finissent par reprendre le contrôle total de la galaxie. Seul le Sith Dark Bane parvient à échapper aux Jedi. En 32 av. BY, son lointain successeur, Dark Sidious, connu publiquement comme le sénateur Palpatine de Naboo, lance une série d'intrigues pour reprendre le contrôle de la galaxie.
Le futur, nommé période de la « Nouvelle République », raconte l'histoire galactique après la mort de l'empereur Palpatine. Le premier évènement est la création d'une Nouvelle République. Celle-ci est alors régulièrement menacée par les attaques des troupes impériales, comme celles qui ont quitté Endor pour Annaj, menées par exemple par le grand amiral Thrawn de Csilla ou les clones de l'empereur Palpatine de Byss. Parallèlement, les Jedi renaissent de leurs cendres et fondent un Nouvel Ordre Jedi capable de défendre la galaxie notamment face à l'invasion menée en 25 ap. BY par les cruels Yuuzhan Vong ou en 138 ap. BY avec le retour des Sith à partir de l'Empire de Bastion puis de Coruscant.

### Chronologie «Officielle»
La nouvelle chronologie « Officielle » revisite certaines périodes déjà abordées par la chronologie « Légendes » notamment le futur dans la période de la « Nouvelle République ». Le Premier Ordre, un nouveau régime totalitaire issu des restes de l'Empire galactique à la suite de la bataille de Jakku, s'attaque à la Nouvelle République. Pour s’opposer à cette menace, la princesse Leia Organa crée un mouvement paramilitaire basé sur D'Qar dénommé la Résistance. En 34 ap. BY, à l'aide d'une arme surpuissante, le Premier Ordre attaque la Nouvelle République et détruit sa planète capitale, Hosnian Prime. La Résistance contre-attaque et envoie ses combattants mettre hors de combat cette arme sur la planète Ilum, transformée en station de combat Starkiller (Le Réveil de la Force). Le Premier Ordre parvient ensuite à éliminer l’ensemble de la flotte de la Résistance et sa principale base opérationnelle près de Crait (Les Derniers Jedi). Réussissant à fédérer toutes les personnes hostiles au nouveau régime, la Résistance finit par vaincre son ennemi au-dessus de la planète Exegol et met un terme au régime totalitaire (L'Ascension de Skywalker).

## Concept et création

### Inspirations
Certaines planètes de la saga sont inspirées d'éléments précis extérieurs à cet univers. Ainsi, Eadu, dans Rogue One, est créée à partir d'éléments du film Alien de 1979,. Dans le même film, Jedha est basée sur les lieux sacrés du Moyen-Orient, comme Jérusalem ou La Mecque, et de l'Empire ottoman. Sullust, quant à elle, est formée pour le jeu vidéo Battlefront à partir de photographies de l'Islande.

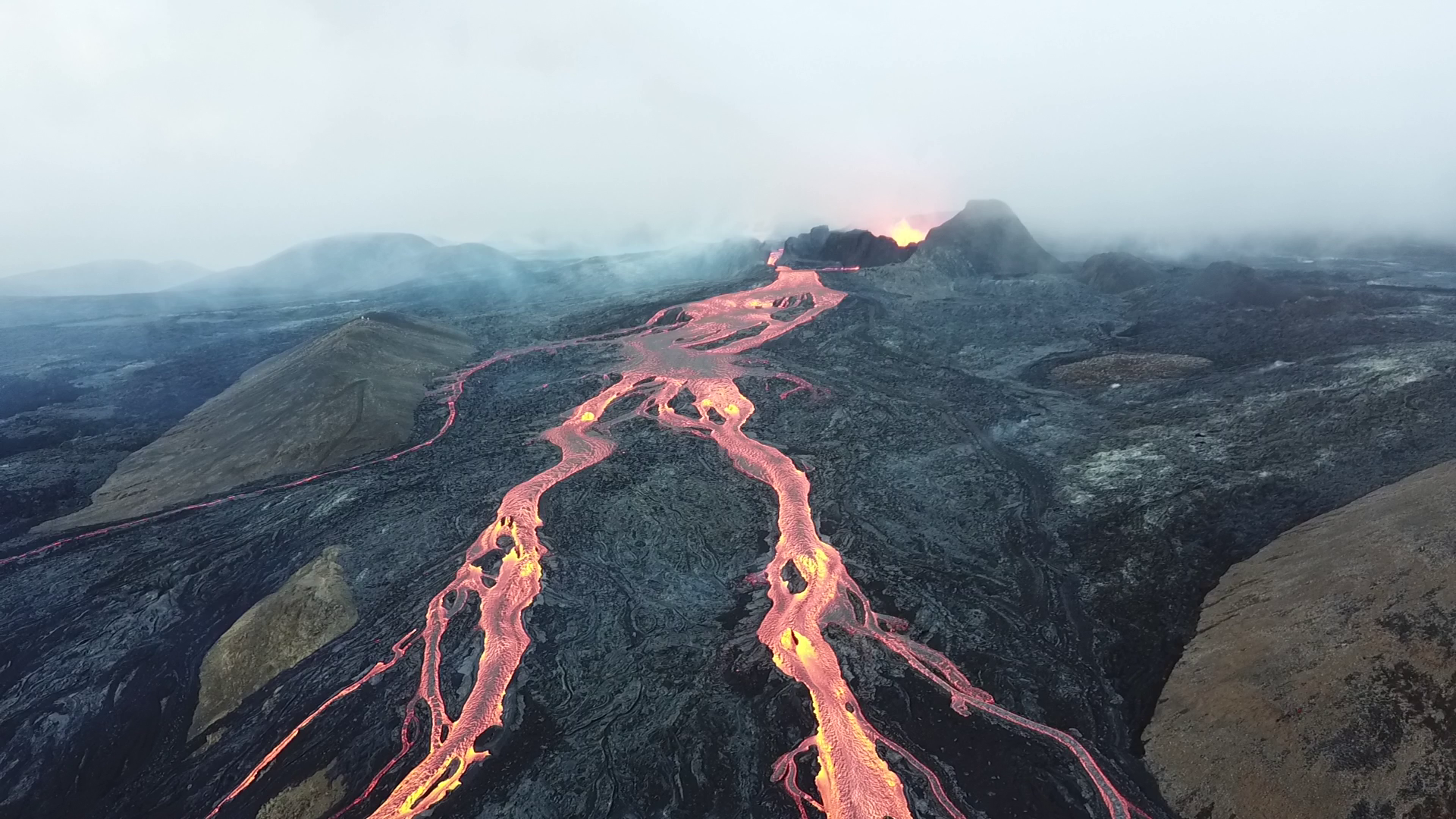
Paysage volcanique d'Islande, comme celui dont est inspiré Sullust pour Battlefront.

Le nom de Tatooine provient directement de celui de la ville tunisienne de Tataouine, même si aucune scène n'y a été tournée. Selon J. J. Abrams, le nom de la planète Takodana est inspiré de celui de Takadanobaba, quartier de Tokyo, ville à laquelle le réalisateur veut alors faire référence. Le nom de Scarif est originellement une erreur de prononciation du nom du réalisateur de Rogue One, Gareth Edwards.

### Lieux de tournage
Les scènes des films Star Wars qui se déroulent dans des planètes sont tournées dans divers lieux.
Celles de Tatooine dans Un nouvel espoir et Le Retour du Jedi ont lieu en Tunisie, dans le Vallée de la Mort ou dans la Buttercup Valley, de Californie,. Plusieurs scènes pour Hoth tiennent place à Finse, au niveau du glacier Hardangerjøkulen en Norvège, alors que celles pour la lune d'Endor sont dans la forêt de séquoias à feuilles d'if du parc national de Redwood en Californie.
Celles du palais de Theed de Naboo sont jouées dans le Palace Caserta d'Italie tandis que la scène de la fin de La Revanche des Sith sur la même planète provient du lac de Côme, aussi en Italie. Kashyyyk vient de la baie de Fang Nga, en Thaïlande, et du sud de la Chine, vers Guilin. Le décor de Mustafar est basé sur une éruption du volcan de l'Etna, en Sicile. La scène qui permet d'entrevoir Alderaan dans La Revanche des Sith a quant à elle été tournée à Grindewald, en Suisse.
Celles de Takodana se trouvent au Royaume-Uni, à Puzzlewood et au Lake District alors que celles d'Ahch-To se trouvent au Skellig Michael, une île irlandaise. Alors que les plans de Jakku sont filmés aux Émirats arabes unis, les scènes pour Rogue One d'Eadu et de Scarif se situent respectivement à Reynisfjara en Islande et dans l'atoll de Laamu aux Maldives, tandis que celles de Crait des Derniers Jedi sont dans le Salar d'Uyuni en Bolivie. Canto Bight a ses scènes tournées à Dubrovnik, en Croatie. Corellia est tournée pour Solo à Fuerteventura, une île espagnole.

## Adaptations

### Jeux vidéo
Les jeux vidéo Star Wars mettent en avant le nombre d'astres dans lequel le joueur peut s'aventurer, le nombre d'environnements différents étant l'un des principaux critères pour certains jeux vidéo.
Ainsi, Star Wars: The Old Republic met en scène près d'une vingtaine de planètes, dont quatre alors déjà apparues dans l'un des films : Alderaan, Coruscant, Hoth et Tatooine. Pour Star Wars: Battlefront II, une liste d'astres disponibles est fournie avant la sortie du jeu en 2017. Fin septembre, c'est-à-dire environ deux mois avant la sortie du jeu, une dizaine d'astres ont leur présence déjà annoncée dessus : trois de la prélogie, quatre de la trilogie originale et trois de la troisième trilogie. Le jeu de 2019 Star Wars Jedi: Fallen Order contient quant à lui six planètes dans lesquelles le joueur s'aventure au fil de l'intrigue, huit de visitées au total,,. Enfin, Lego Star Wars: The Skywalker Saga de 2021 annonce que le joueur peut s'aventurer dans 23 astres différents.

### Jeux matériels
Hasbro produit en 2020 une version de Monopoly où, au lieu des rues, les joueurs achètent des planètes. En effet, il s'agit de l'une des multiples versions Star Wars de Monopoly. Elle représente, contrairement aux précédents plateaux qui mettent en scène Star Wars, l'ensemble de la saga Skywalker.
Lego, à la suite d'un contrat avec Star Wars qui permet la création de boîtes Lego Star Wars dès 1999, produit en 2012/2013 une collection de boîtes qui contiennent chacune une figurine qui représente un astre séparable en deux hémisphères, un personnage en lien et son véhicule. Les boîtes de cette collection sont séparées en quatre séries. Les deux premières sortent en 2012. L'une regroupe 9674 « Naboo Starfighter and Naboo », 9675 « Sebulba's Podracer and Tatooine » et 9676 « TIE Interceptor and Death Star » tandis que l'autre contient 9677 « X-Wing Starfighter and Yavin 4 », 9678 « Twin-Pod Cloud Car and Bespin » et 9679 « AT-ST and Endor ». En 2013 sortent deux autres séries. La première se forme de 75006 « Jedi Starfighter and Planet Kamino », 75007 « Republic Assault Ship and Planet Coruscant »  et 75008 « TIE Bomber and Asteroid Field » alors que la dernière se compose de 75009 « Snowspeeder and Planet Hoth », 75010 « B-Wing Starfighter and Planet Endor », 75011 « Tantive IV and Planet Alderaan ». Après ces douze boîtes, la collection s'achève,,,,.

## Popularité
Les planètes et satellites naturels ont souvent été mis en avant dans des classements réalisés par la presse afin de les présenter aux lecteurs méconnaissant la saga Star Wars. Ceux jugés importants ou intéressants sont régulièrement les mêmes. La plus souvent citée en haut de liste est la planète désertique Tatooine, notamment pour son rôle central dans la saga, rapidement suivie de la verdoyante Naboo. Viennent ensuite les planètes de la trilogie originale Bespin et Hoth, suivis de la lune forestière d'Endor. Les autres planètes habituées à figurer dans ces classements sont la planète-ville Coruscant, la forestière Kashyyyk, la volcanique Mustafar et les un peu plus récentes Scarif et Ahch-To,,,,,,,,,,.
Dans les classements qui regroupent des planètes de divers univers de science-fiction, celles de Star Wars sont plus souvent présentes que celles d'autres mondes fictifs. Dagobah notamment est régulièrement placée,,,,,.

## Analyse

### Analyse littéraire
Les planètes de Star Wars, dont les cadres sont très variés, peuvent être vues comme des représentations de l'intrigue et des pensées des personnages au sein même du paysage. Ainsi, Naboo est le reflet de Padmé Amidala, avec une pureté et une joie rare dans le reste de la Galaxie. Ce paysage naturel, retrouvé aussi dans Yavin 4, la lune forestière d'Endor et Kashyyyk, représente le bien et s'oppose notamment à Coruscant. En effet, cette planète représente la technologie, ennemi récurrent de la saga (droïdes de combat, armure de Dark Vador, croiseurs interstellaires), à l'instar du chancelier Palpatine qui impose la transformation de la République en Empire sur Coruscant. Ce monde artificiel symbolise alors le mal,.
Kamino rappelle bien sûr le Déluge, mais elle peut aussi être comprendre comme une référence à l'Olympe grecque. Sa position, au-delà de la Bordure extérieure, c'est-à-dire du monde connu, en fait presque un domaine divin inaccessible. Ainsi, à l'instar de Prométhée qui se rend à l'Olympe à la découverte d'un secret des dieux dans la mythologie grecque, Obi-Wan Kenobi se rend à Kamino et y trouve les kaminoans, par ailleurs semblables à des êtres mythiques du fait de leur apparence. Kamino est alors un lieu quasiment divin, où l'on crée la vie.
Mustafar est une représentation moderne des enfers mythologiques, et symbolise la descente aux enfers d'Anakin Skywalker et sa transformation en Sith. En outre, le rapprochement entre Mustafar et les enfers permet d'assimiler l'arrivée de Padmé qui vient chercher Anakin au mythe d'Orphée et d'Eurydice. La tentative de ramener l'autre des enfers se conclut aussi dans les deux versions par un échec. Par ailleurs, dans les derniers instants de la scène de Mustafar, Anakin est alors déchiré comme la planète, et termine son séjour à Mustafar consumé de l'intérieur comme de l'extérieur. Le décor volcanique possède ainsi une importance capitale et une haute valeur symbolique,.
Le rouge sous la surface de Crait est considéré comme une représentation du sang, qui par connotation montre un lien avec la famille et la mort. Cet élément est remarqué avant la sortie du film Les Derniers Jedi, où la planète apparaît,.

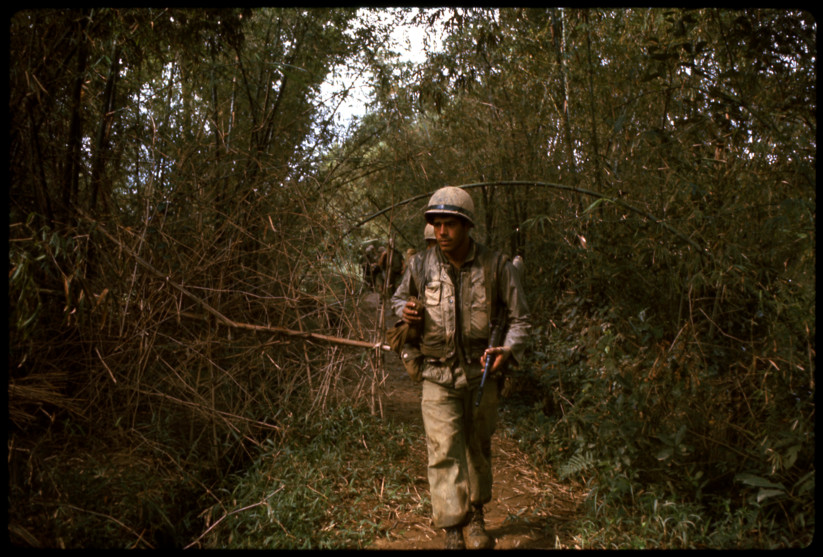
Photographie prise durant la guerre du Viêt Nam, évènement qui marque la conception d'Endor puis de Kashyyyk.

Parfois l'apparence d'une planète revêt une symbolique politique. Il s'agit notamment du type de planète-forêt de Kashyyyk et de la lune forestière d'Endor. En effet, la bataille d'Endor notamment met en scène l'Empire galactique, représentation des États-Unis, contre les habitants d'une forêt. Celle de Kashyyyk montre aussi une invasion. Les deux planètes rappellent alors le Viêt Nam, les deux batailles la Guerre du Viêt Nam, échec américain face aux autochtones dans la forêt.

### Analyse scientifique
Les planètes de Star Wars, aux paysages souvent unis par planète (Tatooine n'est qu'un désert chaud, Hoth n'est qu'un désert froid), soulèvent une question scientifique sur l'astronomie du monde réel, notamment à propos de la proportion d'exoplanètes de ce type et de leur capacité à abriter une vie extraterrestre.
Selon plusieurs scientifiques, le modèle de désert chaud Tatooine/Jakku/Jedha est commun. D'abord, les systèmes binaires, un premier temps considérés comme une fiction, sont en réalité très nombreux dans notre galaxie. Deux tiers des étoiles visibles à l'œil nu sont en système à plusieurs étoiles (pas forcément seulement deux). Pour que le coucher de soleils ait lieu simultanément pour les deux étoiles à Tatooine, il faudrait que la planète n'orbite pas autour de l'une des deux étoiles, mais des deux, ce qui signifie que la distance entre Tatooine et les étoiles Tatoo doit être d'au moins quatre fois celle qui sépare les deux Tatoo. Toutefois, il existe une petite incohérence dans ce système : l'ombre d'un corps sur Tatooine n'est vue qu'une fois, et pas en deux exemplaires du fait des deux sources de lumière. Vient ensuite la possibilité d'existence de vie. Bien que la question du manque d'eau soit primordiale pour discuter de cette éventualité dans une planète désertique, Tatooine est considérée comme la planète la plus réaliste de la saga par son environnement. En réalité, il se pourrait même que le manque d'eau facilite l'apparition de vie, puisque l'eau est responsable de nombreux bouleversements climatiques qui déstabilisent l'environnement. Cette vie serait seulement structurée différemment de celle que nous connaissons. Le fait que Tatooine orbite autour de deux étoiles est aussi considéré comme logique par rapport au fait que l'effet de serre agit différemment en monde désertique,,,,.
Le modèle de désert froid Hoth peut être comparé aux périodes glaciaires de la Terre. Il se peut donc que Hoth ne soit qu'en ère glaciaire. Certains astres du système solaire couverts de glace, à l'instar du satellite naturel Europe, pourraient contenir des formes de vie, comme Hoth, mais celles-ci se trouveraient en océan sous la glace. La vie évoluée en surface serait impossible dans un monde comme Hoth, sachant que la végétation, base de l'alimentation des animaux, y paraît très rare, sauf si en réalité Hoth n'est pas intégralement couverte de glace, ce qui a de fortes chances d'être le cas comme pour la Terre en période glaciaire,,.

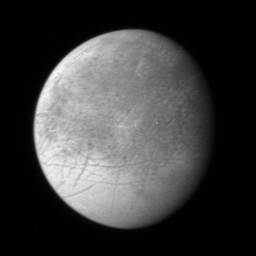
Un exemple de monde glacé, ressemblant à Hoth et de satellite de géante gazeuse, similaire à Endor.

Le modèle de géante gazeuse Bespin semble commun à première vue ; cependant, un problème se retrouve avec l'atmosphère. Comme montré dans la saga, elle est respirable. Toutefois, les géantes gazeuses possèdent généralement une atmosphère composée d'hydrogène et d'hélium, les éléments chimiques les plus présents dans l'univers. Ces gaz légers seraient tout ce que l'on pourrait extraire d'une géante gazeuse, contrairement à ce que laisse penser le film, où la Cité des Nuages est une exploitation minière. Par ailleurs, dans une géante gazeuse, la zone à pression agréable pour l'humain est trop froide pour permettre de s'y installer. Pression et température ne peuvent être compatibles dans ce type de planète. Aussi, une situation de ville flottante est plutôt envisageable sur une planète comme Vénus,.
Une planète de type Dagobah semble peu réaliste, les marécages se formant dans les zones à altitude inférieure au reste (Dagobah est couverte exclusivement de marécages, impossible que toutes les altitudes soient inférieures aux autres).
L'existence de Kamino est possible, cela arriverait si l'on ajoutait l'eau d'un autre océan sur Terre. En revanche, une planète océanique aurait plus de chances d'exister s'il s'agit d'une géante gazeuse proche d'une étoile. Son atmosphère gazeuse s'échapperait alors, et il ne resterait qu'une partie liquide en surface. Il existe d'autres possibilités : une planète assez éloignée de son étoile pour qu'il fasse assez froid pour que l'eau passe de gazeuse à liquide ou, au contraire, chauffer l'intérieur d'une planète pour faire remonter l'eau stockée et en faire de l'eau liquide.
Le noyau particulier de Naboo est en revanche irréaliste. En effet, les protagonistes dans La Menace fantôme traversent le centre de la planète en étant dans les abysses, en milieu océanique, et non en fusion.
Mustafar peut être expliquée de deux façons différentes : ou il s'agit d'une planète récente, comme la Terre pendant l'Hadéen, ou il s'agit d'une planète avec une forte activité volcanique, ce qui a déjà été aussi le cas de la Terre dans son histoire, et ce qui est le cas de certains satellites du fait de l'action de marée effectuée par la planète proche sur eux. Seulement, dans un monde aussi volcanique, l'air est irrespirable,.
La planète Crait, contrairement à la grande majorité des planètes de cet univers, est considérée comme pouvant exister dans le nôtre sans problème. Elle vivrait alors des cycles de glaciation comme la Terre et abriterait des réserves de chlorure de potassium (en rouge).
Bien sûr, Coruscant ne ressemble à rien de connu, seule la Terre s'en rapproche un minimum, aucune forme de vie n'ayant été découverte en dehors de la Terre. Si l'on en trouvait une, ce serait plutôt en détectant la pollution (atmosphérique, mais surtout lumineuse) émise par la civilisation.
Les satellites naturels n'échappent pas aux remarques sur le réalisme. Le modèle lune forestière d'Endor est plus ou moins possible théoriquement. Si la géante gazeuse autour de laquelle gravite le satellite est bien placée dans son système, la vie pourrait apparaître. Cependant, elle ne peut couvrir toute la planète, les pôles étant plus froids que le reste de la planète, ceux-ci empêchent l'existence d'une forêt globale. Le modèle Yavin 4 est quant à lui considéré comme étant plus probable dans les mêmes conditions que celles qu'il faudrait pour Endor.
Les ceintures d'astéroïdes sont aussi analysées. Celle de L'Empire contre-attaque regroupe des astéroïdes séparés de quelques mètres entre eux ; or, dans la ceinture d'astéroïdes la mieux connue de la réalité, celle qui se situe entre Mars et Jupiter, les astéroïdes sont séparés entre eux en moyenne par un million de kilomètre. En outre, les astéroïdes de la ceinture du film sont trop petits pour être enveloppés d'une atmosphère, et ne peuvent donc abriter des formes de vie telles les exogorths et les mynocks. Par ailleurs, la nourriture se ferait très rare sur un astéroïde. Les anneaux qui entourent Géonosis, composés d'astéroïdes, se retrouvent dans une situation similaire. Les astéroïdes sont trop proches entre eux pour éviter des collisions, ce qui les aurait réduits en particules nettement plus petites. Ainsi, ces anneaux ne doivent pas être composés de pierres, mais de poussière.
En outre, il est impossible que toutes les planètes aient la même gravité, contrairement à ce que montre la saga. La composition de l'atmosphère reste aussi une incohérence récurrente dans cet univers fictif. Malgré tout, Star Wars contient, selon Bruce Betts (directeur des sciences et de la technologie à The Planetary Society), « bien sûr, beaucoup de choses qui sont scientifiquement plausibles ».

#### Comparaisons avec de vrais astres en particulier

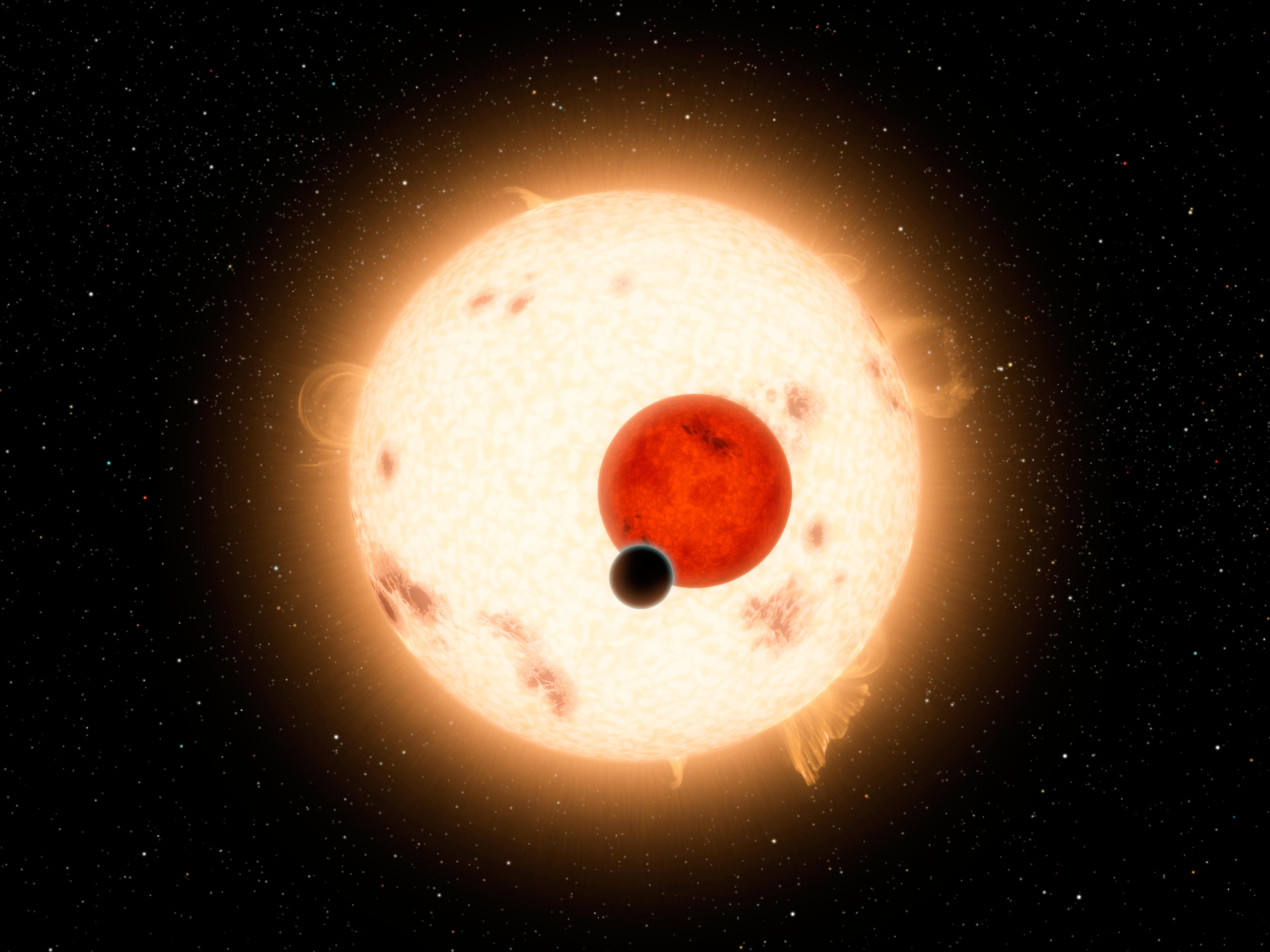
Vue d'artiste du système Kepler-16, à deux étoiles, ce qui n'avait pas été découvert avant l'apparition des deux soleils de Tatooine.

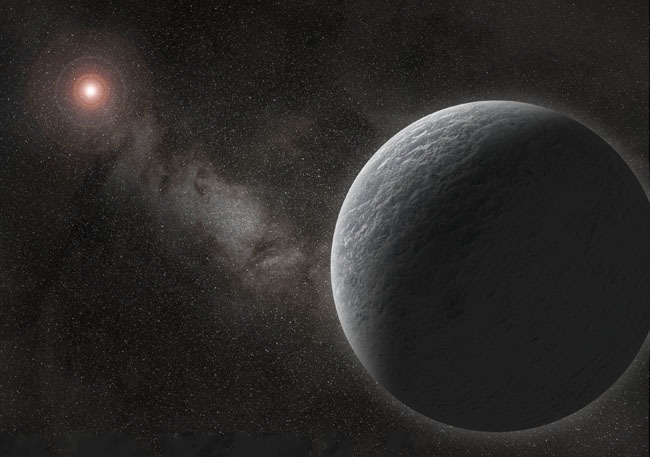
Vue d'artiste du système OGLE-2005-BLG-390L.

Les astres de Star Wars sont souvent comparés à de réels astres, du système solaire comme d'autres systèmes. D'après la NASA, :
- Kepler-452b est comparable à Coruscant car elle ressemble beaucoup à la Terre et existe depuis assez longtemps pour permettre le développement de la vie ;
- Uranus et Neptune sont comparables à Bespin car ce sont des géantes gazeuses où certains gaz pourraient être exploités ;
- Kepler-10b et Kepler-78b sont comparables à Mustafar car ce sont des exoplanètes probablement couvertes de lave composée de minerais exploitables ;
- OGLE-2005-BLG-390L b et le satellite de Saturne nommé Titan sont comparables à Hoth car ils sont couverts de glace sur laquelle il serait possible de marcher ;
- Kepler-16b et Kepler-453b sont comparables à Tatooine car elles sont éclairées par deux étoiles ;
- Kepler-22b est comparable à Kamino car elle pourrait être totalement recouverte d'eau ;
- Certaines exolunes sont comparables à la lune forestière d'Endor car elles orbitent autour de géantes gazeuses ;
- Certaines exoplanètes sont comparables à Alderaan car elles ont été brutalement détruites.

Kepler-16b notamment est la plus comparée à une planète de Star Wars, en l'occurrence Tatooine, bien que l'exoplanète est une géante gazeuse tandis que celle de Star Wars est une planète tellurique désertique. La seule similitude entre les deux est qu'elles sont dans un système avec deux étoiles. Ce phénomène n'avait pas été découvert avant sa création dans Un nouvel espoir (1977) et le système Kepler-16 est le premier système à deux étoiles découvert (2011). Kepler-16b est ainsi parfois surnommée « Tatooine », quoique ce nom ne soit pas officiel,,,,,,.

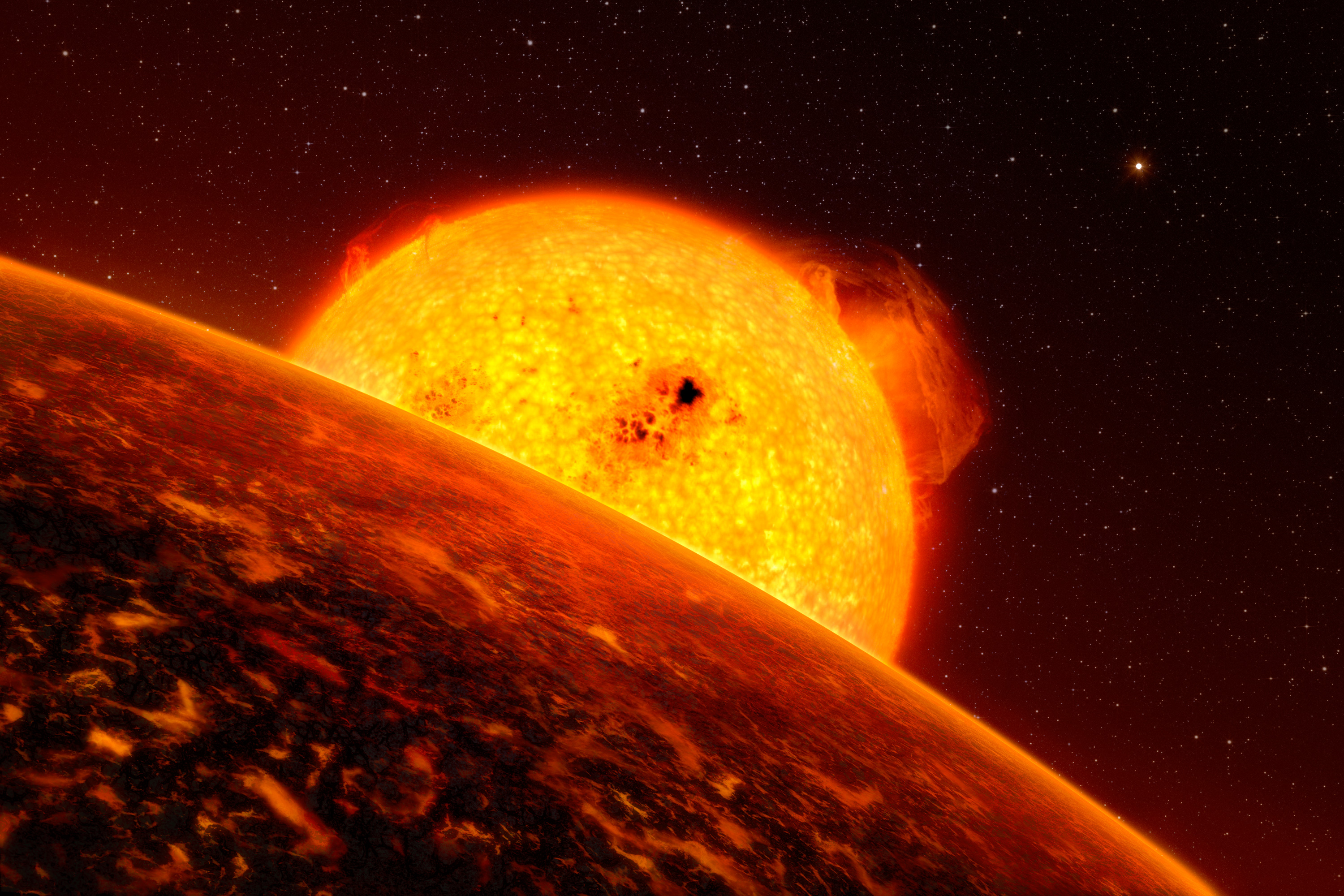
Vue d'artiste de CoRoT-7b.

D'autres astres sont aussi comparés à ceux de la saga. Parmi eux, peuvent être cités :
- CoRoT-7b est probablement comparable à Mustafar car couverte de lave et avec une température très élevée[79] ;
- Io, satellite de Jupiter, aussi comparable à Mustafar car animée d'une forte activité volcanique[83] ;
- la Terre est aussi probablement comparable à Mustafar lorsqu'il s'agit encore d'une protoplanète[83] ;
- la Terre est par ailleurs comparable à Hoth en période glaciaire[83] ;
- la Terre, encore, est probablement comparable à Coruscant, en tant que monde évolué avec de grandes villes[79] ;
- Saturne, quoique gazeuse contrairement à son homologue Star Wars, est probablement comparable à Géonosis, du fait de ses anneaux[83] ;
- Kepler 452b est probablement comparable à Naboo[84] ;
- Gliese 1214 b est probablement comparable à Kamino car couverte d'un énorme océan[79],[85] ;
- TrES-4 est probablement comparable à Bespin, en tant que géante gazeuse[79].
- Le système SDSS 1557 est probablement comparable au système Tatoo, avec deux étoiles et une planète tellurique[86] ;
- Mars est probablement comparable à Jakku et à Jedha, puisqu'il s'agit de mondes désertiques sans eau liquide apparente[86] ;
- Titan, satellite de Saturne, est probablement comparable à Scarif, du fait de son apparence vue de l'espace, en étant couvert de mers (de méthane pour Titan)[86] ;
- Proxima Centauri b est probablement comparable à la lune forestière d'Endor et à Takodana, parce qu'elle pourrait peut-être abriter une forêt du fait de sa situation spatiale[86].

## Recensement des astres
Les astres de Star Wars sont présentés non exhaustivement par ordre alphabétique. Certains satellites sont recensés à la suite de la planète autour de laquelle ils gravitent, lorsque le nom de celle-ci est connu.
- Haut – A
- B
- C
- D
- E
- F
- G
- H
- I
- J
- K
- L
- M
- N
- O
- P
- Q
- R
- S
- T
- U
- V
- W
- X
- Y
- Z

### A
- Abafar est une planète tellurique de l'univers « Officiel ». Elle est principalement recouverte par le Vide, un désert. De nombreuses exploitations minières sont présentes. L'oiseau appelé marcheur du Vide y vit[c 6],[e 1].

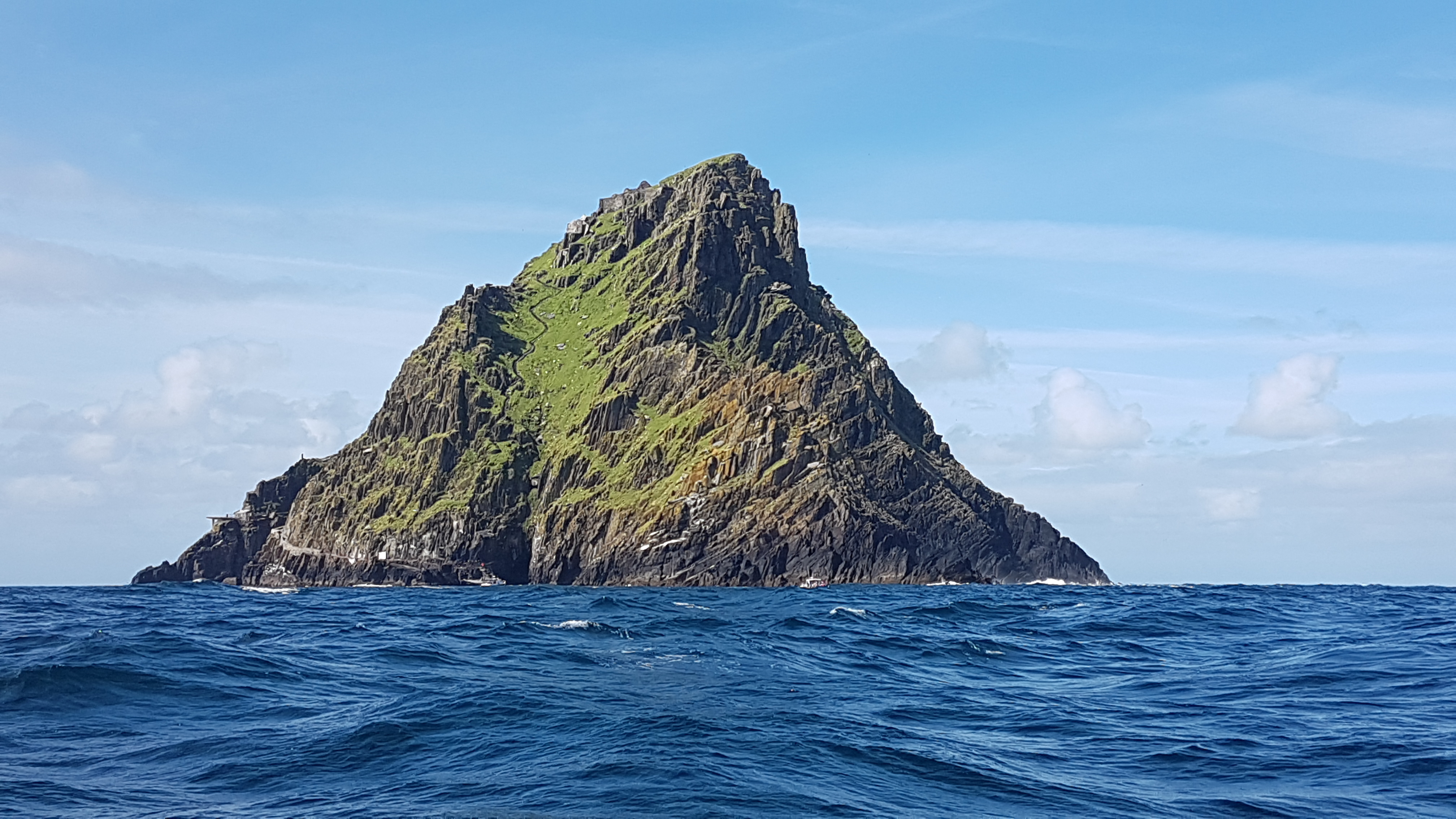
Lieu de tournage d'Ahch-to, à Skellig Michael, en Irlande.

- Ahch-To est une planète tellurique de l'univers « Officiel » présente notamment dans les films Le Réveil de la Force, Les Derniers Jedi et L'Ascension de Skywalker. Elle est éclairée par deux soleils et est recouverte d'un océan où se trouvent de petites îles aux falaises escarpées. Le Jedi Luke Skywalker s'y installe et projette une illusion de lui-même à partir de cette planète à Kylo Ren[87],[d 1].

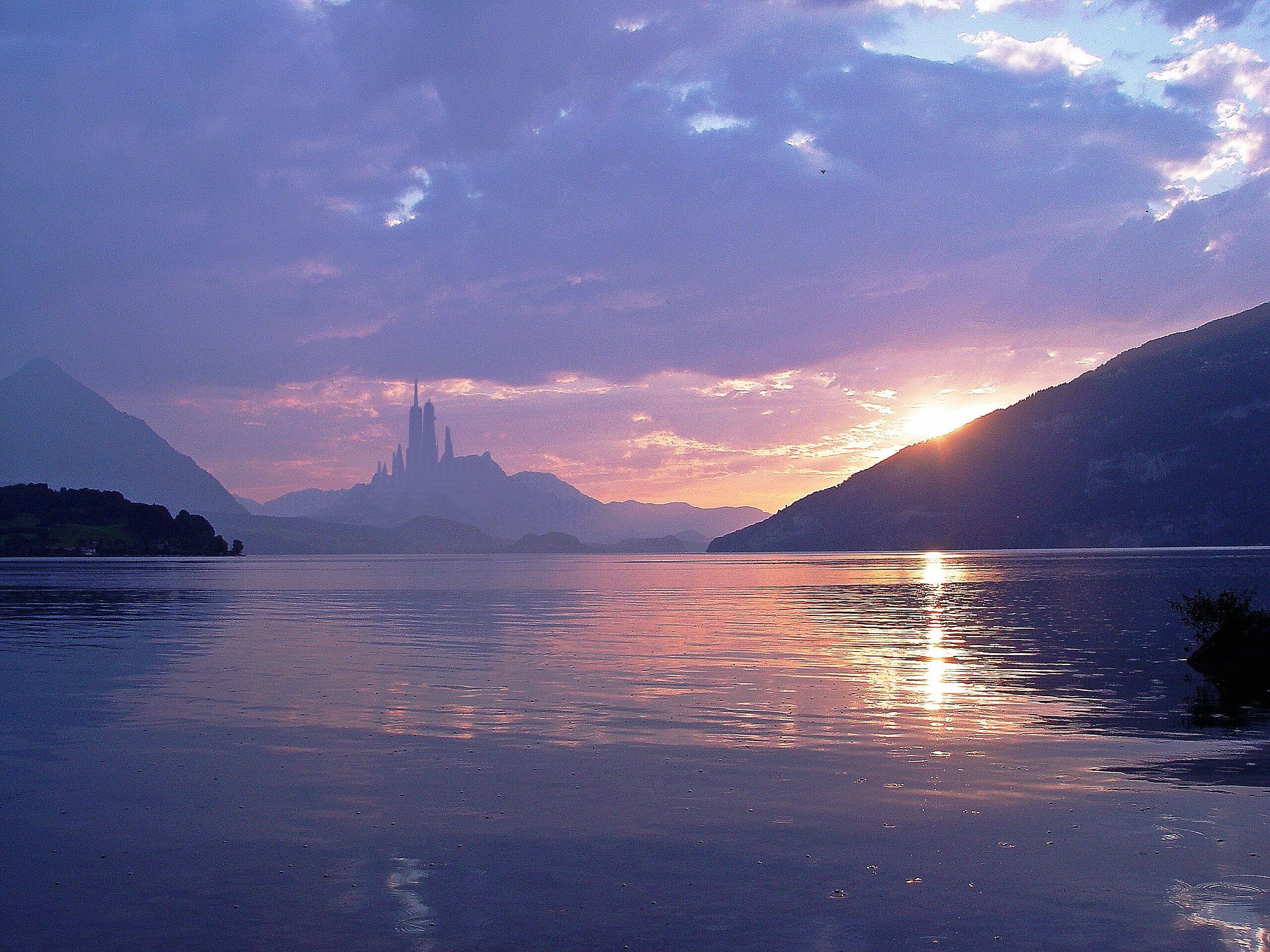
Vue d'artiste d'Alderaan créée à partir d'une photographie du lac de Thoune en Suisse.

- Alderaan est une planète tellurique de l'univers « Officiel » et de l'univers « Légendes » présente notamment dans les films La Revanche des Sith et Un nouvel espoir. Elle est recouverte de forêts, de plaines et de montagnes, pour une population de 2 milliards d'habitants, majoritairement humains. Le gouvernement qui y est instauré est une démocratie, qui a une grande influence dans la politique galactique. Le sénateur Bail Organa et sa fille adoptive Leia en sont les habitants les plus connus. L'Étoile de la mort détruit la planète[a 1],[d 1],[d 2],[e 2],[88].
- Aleen est une planète tellurique de l'univers « Officiel » et de l'univers « Légendes ». Elle est située dans le Bordure médiane[d 3].
  - Alethea ou Trohlu est un satellite naturel de l'univers « Officiel » et de l'univers « Légendes »[d 4].
- Alzoc III est une planète tellurique glacée de l'univers « Officiel » et de l'univers « Légendes ». Elle est peuplée d'une espèce intelligente primitive, le talz. Cette planète cache d'importantes ressources naturelles[89],[90].
- Anaxes est une planète tellurique de l'univers « Officiel » et de l'univers « Légendes ». Elle est recouverte de plaines, forêts et montagnes, pour une population de 512 millions d'habitants, majoritairement humains. Le gouvernement y est une démocratie. La planète est célèbre pour s'occuper de la défense des Mondes du Noyau, dont elle fait partie. Durant la guerre des clones, la République galactique y construit le Fort Anaxes. Vers la fin de la guerre, Anaxes est le terrain d'une bataille qui oppose les Séparatistes à la République. Le Bad Batch notamment recrute un nouveau membre, Echo, après cette bataille. Quelque temps plus tard, la planète est détruite par un cataclysme[a 2],[b 8],[91].
- L’Anneau d'astéroïdes d'Anaxes est une ceinture d'astéroïdes de l'univers « Officiel ». Il est ce qu'il reste d'Anaxes après le cataclysme qui l'a détruite[d 5].
  - PM-1203 est un astéroïde de l'univers « Officiel ». Il est situé dans l'anneau d'astéroïdes d'Anaxes. Le Fort Anaxes construit durant la guerre des clones a survécu et se trouve sur cet astéroïde où il sert de base à la rébellion[d 5].
- L’Anneau de Velser est un champ d'astéroïdes  de l'univers « Officiel » et de l'univers « Légendes ». Il se trouve dans le système Bespin[a 3],[e 3].
- Anoat est une planète tellurique de l'univers « Officiel » et de l'univers « Légendes ». Sa population est d'un million d'habitants, environ humains pour une moitié et ugnaughts pour l'autre. Le gouvernement y est une colonie corporative. La planète a été empoisonnée par la surexploitation minière. S'y trouve la ville d'Anoat City, fondée peu avant la guerre des clones[a 4],[90].
- Ansion est une planète tellurique de l'univers « Officiel » et de l'univers « Légendes » . Elle est recouverte de plaines, pour une population de 25 millions d'habitants, majoritairement ansioniens. Le gouvernement y est une oligarchie[a 5].
- Anza est une étoile de l'univers « Officiel » et de l'univers « Légendes » présente notamment dans le film Le Réveil de la Force. C'est le soleil du système Abregado[d 6].
- Ardennia est une planète tellurique de l'univers « Officiel ». C'est le monde d'origine des ardenniens[92].
- Ardos est une étoile de l'univers « Légendes ». Il s'agit d'une naine blanche située dans le système de Varl[a 6].
- Arvala-7 est une planète tellurique de l'univers « Officiel ». Elle est désertique et se trouve dans la Bordure Extérieure[93].
- Atollon est une planète tellurique de l'univers « Officiel ». Bendu, un être sensible à la Force et particulièrement puissant y vit. Le grand amiral de l'Empire Thrawn y attaque une cellule rebelle[94].

### B
- Bakura est une planète tellurique de l'univers « Officiel » et de l'univers « Légendes ». Elle est recouverte de forêts, plaines et montagnes, pour une population de 68 millions d'habitants, majoritairement humains. Le gouvernement qui y est instauré est une démocratie. Cette planète se trouve dans l'Espace Sauvage, près d'Endor[a 7]. Durant la guerre opposant la Résistance au Premier Ordre, une base rebelle est située sur Bakura[95].
- Balnab est une planète tellurique de l'univers « Officiel » et de l'univers « Légendes ». Elle est située dans le Bordure médiane[d 3].
- Barab est une étoile de l'univers « Officiel » et de l'univers « Légendes ». Il s'agit d'une naine rouge[a 6].
- Bardotta est une planète tellurique de l'univers « Officiel ». Elle est recouverte de montagnes et est le monde d'origine des Maîtres Dagoyan[e 4].
- Batuu est une planète tellurique de l'univers « Officiel ». Cette planète-jungle a été ravagée par une catastrophe environnementale. L'avant-poste de Black Spire notamment s'y trouve[92],[96].

- Bespin est une planète gazeuse de l'univers « Officiel » et de l'univers « Légendes » présente notamment dans les films L'Empire contre-attaque et Le Retour du Jedi. Sa population est de 6 millions d'habitants, majoritairement humains, dans la Cité des Nuages. Le gouvernement qui y est instauré est basé sur le pouvoir d'une guilde. C'est une des rares géantes gazeuses colonisées. La Cité des Nuages est un complexe hôtelier et en même temps une exploitation de gaz tibanna, utilisé dans les vaisseaux et les blasters. Lando Calrissian notamment a été administrateur de la Cité des Nuages[a 3],[c 7],[d 7],[e 3].
- Bestine est une planète tellurique de l'univers « Officiel » et de l'univers « Légendes ». Elle est recouverte d'un grand océan dans lequel se trouvent plusieurs îles, pour une population de 62 millions d'habitants, majoritairement humains. Le gouvernement qui y est instauré est formé en conseil. L'Empire y a construit d'importants chantiers navals[a 8].
- Bogano est une planète tellurique de l'univers « Officiel ». Une liste qui énumère tous les enfants sensibles à la Force dans la Galaxie y est trouvée par Cal Kestis[90].
- Bogden est une planète tellurique de l'univers « Officiel » et de l'univers « Légendes ». Elle a la particularité d'être entourée de beaucoup de lunes. Elle est habitée par des chasseurs de primes, des voleurs et des trafiquants[a 9].
- Bonadan (position orbitale A) est une ceinture d'astéroïdes de l'univers « Légendes »[a 10].
- Bonadan (position orbitale B) est une planète tellurique de l'univers « Légendes »[a 10].
- Bonadan est une planète tellurique de l'univers « Officiel » et de l'univers « Légendes ». Sa population est de 12 milliards d'habitants, pour plus de la moitié humains. Le gouvernement qui y est instauré est géré par un conseil d'administration. Il s'agit d'une importante plate-forme de correspondance du Secteur Corporatif[a 10].
- Bothawui est une planète tellurique de l'univers « Officiel » et de l'univers « Légendes ». Elle est recouverte de plaines, montagnes et forêts, pour une population de 2,5 milliards d'habitants, presque exclusivement bothans. Le gouvernement qui y est instauré est administré par le Conseil Bothan. Bothawui a fondé un petit empire l'entourant. Durant la guerre des clones, la bataille de Bothawui permet à la République galactique de priver la CSI de l'un de ses principaux avantages tactiques : la connaissance des mouvements de l'armée républicaine à l'avance[a 11],[97].
- Boz Pity est une planète tellurique de l'univers « Officiel » et de l'univers « Légendes ». Elle est recouverte de montagnes, canyons et déserts. Abandonnée, la planète a notamment hébergé une des plus importantes batailles en Bordure Extérieure de la guerre des clones[a 12].
- Black Bantha[Note 16] est une étoile de l'univers « Officiel » et de l'univers « Légendes » présente notamment dans les films La Menace fantôme. Il s'agit d'une protoétoile[a 6].
- Bracca est une planète tellurique de l'univers « Officiel ». Elle est couverte d'une décharge où de nombreux vaisseaux sont abandonnés[98].
- Brentaal est une planète tellurique de l'univers « Officiel » et de l'univers « Légendes ». Elle est notamment recouverte de montagnes pour une population de 65 milliards d'habitants, majoritairement humains. Le gouvernement qui y est instauré est dirigé par une guilde. Durant les guerres, sa position stratégique, près de la capitale galactique Coruscant, en a fait une cible de choix[a 13].
- Bright Jewel[Note 17] est une étoile de l'univers « Officiel » et de l'univers « Légendes ». C'est une étoile bleue, autour de laquelle gravite Ord Mantell[e 5].
- Les Brumes transitoires sont des nuages de gaz et de particules ionisées de  l'univers « Légendes ». Ils entourent l'Amas de Hapes et empêchent de circuler librement de l'amas au reste de la galaxie, peu de routes les traversant étant connues[a 14].
- Burnin Konn est une planète tellurique de l'univers « Officiel ». L'Opération cendres de l'Empire galactique y a lieu[99].
- Byss est une planète tellurique de l'univers « Officiel » et de l'univers « Légendes ». Elle est recouverte de lacs et de plateaux, pour une population de 19,7 milliards d'habitants, majoritairement humains. Le gouvernement qui y est instauré est basé sur une théocratie en lien avec le côté obscur. Dark Sidious a notamment pu revenir en ressuscitant et en se basant sur cette planète pour commander son nouvel empire dans l'univers « Légendes »[a 15],[100].

### C
- Cantonica est une planète tellurique de l'univers « Officiel » présente notamment dans le film Les Derniers Jedi. Il existe un casino dans la ville-capitale, Canto-Bight[101],[96].
- Castell est une planète tellurique de l'univers « Officiel » et de l'univers « Légendes ». Planète natale des gossams, il s'agit de l'un des bastions de la Confédération des systèmes indépendants pendant la guerre des clones[102].
- Carida est une planète tellurique de l'univers « Officiel » et de l'univers « Légendes ». Une académie impériale est présente[92].
- Carlac est une planète tellurique de l'univers « Officiel ». Elle est située dans la Bordure extérieure[d 8].
- Cato Neimodia est une planète tellurique de l'univers « Officiel » et de l'univers « Légendes ». Elle est principalement recouverte de canyons. C'est la capitale de la Fédération du commerce. Elle se trouve dans les Colonies[e 6]. Recouverte d'océans acides, ses habitants vivent dans des cités construites sur les montagnes, reliées entre elles par des ponts[103]. C'est sur cette planète qu'est tué le Maître Jedi Plo Koon lors de la grande purge Jedi[104].
- La Ceinture d'Anoat est une ceinture d'astéroïdes de l'univers « Légendes »[a 4].
- La Ceinture d'astéroïdes de Hoth est un champ d'astéroïdes de l'univers « Officiel » et de l'univers « Légendes »[e 7].
- Céréa est une planète tellurique de l'univers « Officiel » et de l'univers « Légendes ». C'est la planète d'origine des céréens, comme le Jedi Ki-Adi-Mundi[c 8].
- Christophsis est une planète tellurique de l'univers « Officiel » et de l'univers « Légendes ». Sa population est de 35 milliards d'habitants, humains pour environ les deux tiers. Le gouvernement qui y est instauré est une oligarchie. Dans les débuts de la guerre des clones, la planète a été attaquée par la CSI[a 16],[d 7],[97].
  - Leesis est un satellite naturel de l'univers « Officiel » et de l'univers « Légendes »[d 4].
- Colu est une étoile de l'univers « Officiel » et de l'univers « Légendes ». Il s'agit d'une étoile blanche[a 6].
- Concord Dawn est une planète tellurique de l'univers « Officiel » et de l'univers « Légendes ». Elle est réputée pour les guerriers originaires de cette planète[105].
- Corell est une étoile de l'univers « Officiel » et de l'univers « Légendes ». Il s'agit d'une étoile jaune[a 6].
- Corellia est une planète tellurique de l'univers « Officiel » et de l'univers « Légendes » présente notamment dans le film Solo. Elle est recouverte de forêts, collines et plaines, pour une population de 3 milliards d'habitants, pour plus de la moitié humains. Le gouvernement qui y est instauré est principalement basé sur un gouverneur de la République puis de l'Empire. Dans l'univers « Légendes », Corellia s'est notamment opposé à l'Alliance Galactique en 40 ap. BY[a 17],[96].

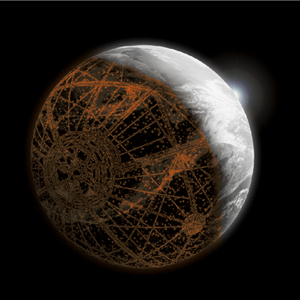
Vue d'artiste de Coruscant et de son soleil Coruscant Prime.

- Coruscant est une planète tellurique de l'univers « Officiel » et de l'univers « Légendes » présente notamment dans les films La Menace fantôme, L'Attaque des clones, La Revanche des Sith et Le Retour du Jedi. La ville Galactic City recouvre intégralement la planète, pour une population de 1 000 milliards d'habitants pour la plupart humains. Le gouvernement qui y est instauré dépend de l'état de la Galaxie, puisqu'il s'agit de la capitale galactique ; généralement, c'est une République. 5 217 niveaux s'entassent les uns sur les autres dans cette ville, les niveaux bas n'étant pas éclairés par l'étoile. Comme sur Terre, une journée y dure 24 heures et une année 365 jours. Dans le système de coordonnées galactiques, celles de Coruscant sont 0;0;0. Dans l'univers « Légendes », les humains sont originaires de Coruscant. Par ailleurs, après l'attaque yuuzhan vong, la planète retrouve une partie de nature à sa surface[a 18],[c 9],[d 2],[e 8],[106],[107],[96],[97].
- Coruscant Prime est une étoile de l'univers « Officiel » et de l'univers « Légendes » présente notamment dans les films La Menace fantôme, L'Attaque des clones, La Revanche des Sith. C'est le soleil de Coruscant[d 6].
- Corvus est une planète tellurique de l'univers « Officiel ». Elle est couverte de forêts dont les arbres n'arborent pas de feuillage. En 9 ap. BY, l'ex-Jedi Ahsoka Tano s'y trouve. Calodan en est une importante ville[108],[109].

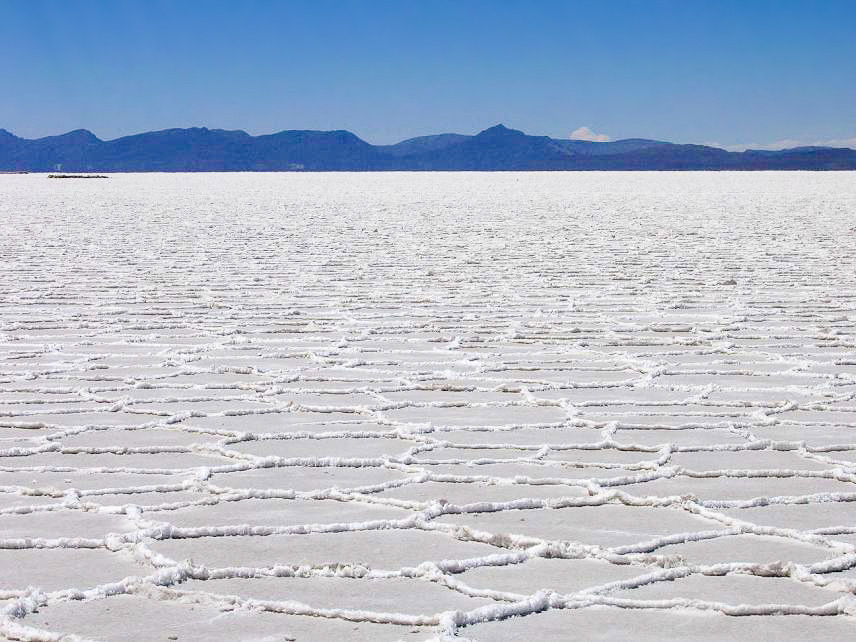
Lieu de tournage de Crait, à Salar d'Uyuni, en Bolivie.

- Crait est une planète tellurique de l'univers « Officiel » présente notamment dans le film Les Derniers Jedi. L'Alliance rebelle y avait installé une base avant de l'abandonner. Cette planète minière au sol blanc est le théâtre d'une bataille entre le Premier Ordre et la Résistance[65],[110].
- Csilla est une planète tellurique glacée de l'univers « Officiel » et de l'univers « Légendes ». Elle contient beaucoup de grottes, pour une population de 8 milliards d'habitants chiss. Le gouvernement qui y est instauré est commandé par des familles nobles. Il s'agit de la capitale de l'Ascendance Chiss[a 19].

### D
- D'Qar est une planète tellurique de l'univers « Officiel » présente notamment dans les films Le Réveil de la Force et Les Derniers Jedi. Elle abrite une base de la Résistance[111].
- Dagobah est une planète tellurique de l'univers « Officiel » et de l'univers « Légendes » présente notamment dans les films L'Empire contre-attaque et Le Retour du Jedi. Elle est principalement recouverte de marais. De violentes tempêtes rendent les atterrissages difficiles. Le maître Jedi Yoda s'y est caché, la présence d'une grotte puissante dans le Côté Obscur l'y dissimulant. Il en est le seul habitant. Dans cette planète, seulement 8 % des terres sont immergées, le reste étant couvert de jungle[a 20],[c 10],[d 9],[d 10],[e 9],[107].
- Dantooine est une planète tellurique de l'univers « Officiel » et de l'univers « Légendes ». Elle est recouverte de savanes, steppes et rivières. Temporairement, elle abrite une base de l'Alliance rebelle. Dans l'univers « Légendes », les Jedi y construisent une académie, mais celle-ci est détruite par une attaque des Sith[a 21],[90].
- Dathomir est une planète tellurique de l'univers « Officiel » et de l'univers « Légendes ». Elle est recouverte de forêts, déserts et montagnes, pour une population de seulement 5 200 habitants, principalement humains. Le gouvernement qui y est instauré est limité à l'état de tribus indépendantes. La planète est dominée par les Sœurs de la Nuit jusqu'à la guerre des clones[a 22],[e 10].
- Devaron est une planète tellurique de l'univers « Officiel » et de l'univers « Légendes ». Elle est située dans les Colonies[d 2].
- Dorin est une planète tellurique de l'univers « Officiel » et de l'univers « Légendes ». Elle ne comporte pas d'oxygène dans son atmosphère, mais principalement de l'hélium. C'est la planète d'origine des kel dors[c 8],[112].
- Doornik-1142 est une étoile de l'univers « Officiel » et de l'univers « Légendes ». Il s'agit d'une naine brune[a 6].
- Duro est une planète tellurique de l'univers « Officiel » et de l'univers « Légendes ». Elle est recouverte de déserts, pour une population de 18,5 milliards d'habitants, pour la moitié duro. Le transport par hyperespace a notamment été conçu à partir de cette planète. Dans l'univers « Légendes », les yuuzhan vong la recouvrent de jungles[a 23],[106].

### E
- Eadu est une planète tellurique de l'univers « Officiel » présente notamment dans le film Rogue One[14].

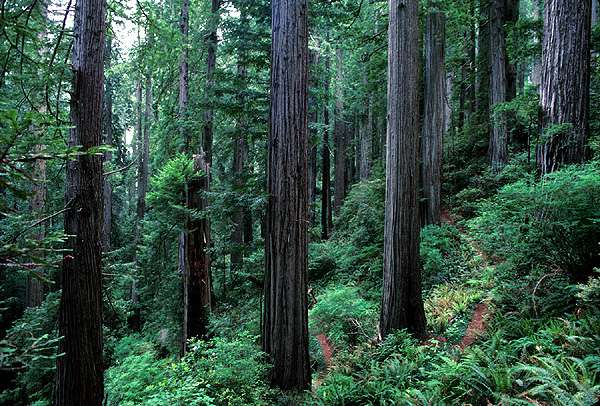
Lieu de tournage de la lune d'Endor, au parc national de Redwood, aux États-Unis.

- Lieu de tournage de la lune d'Endor, au parc national de Redwood, aux États-Unis.Endor est une géante gazeuse inhabitée de l'univers « Officiel » et de l'univers « Légendes » présente notamment dans les films Le Retour du Jedi et L'Ascension de Skywalker.
  - La lune forestière d'Endor, ou lune sanctuaire, plus souvent appelée par métonymie Endor, est un satellite naturel de l'univers « Officiel » et de l'univers « Légendes » présente notamment dans les films Le Retour du Jedi et L'Ascension de Skywalker. Elle est couverte de forêts, de savanes et de montagnes, pour une population majoritairement composée d'ewoks et de yuzzums. Le gouvernement qui y est établi est limité à l'état de tribus indépendantes. Près de cette lune, la bataille d'Endor, l'une des plus importantes de la guerre civile galactique, a eu lieu. La forêt est habitée par les ewoks, tandis que les prairies sont peuplées de yuzzums[a 24],[c 3],[d 4],[d 11],[e 11],[107],[96].
- Endor I est une étoile de l'univers « Officiel ». Elle se trouve dans le système Endor, à 43 300 années-lumière du Noyau[c 3].
- Endor II est une étoile de l'univers « Officiel ». Elle se trouve dans le système Endor, à 43 300 années-lumière du Noyau[c 3].
- Eriadu est une planète tellurique de l'univers « Officiel » et de l'univers « Légendes ». Elle est recouverte de décharges et de villes notamment, pour une population de 22 milliards d'habitants, principalement humains. Le gouvernement qui y est établi est basé sur un gouverneur du gouvernement galactique. Le gouverneur Tarkin vient de cette planète[a 25].
- L’Étoile de l'Anneau est une étoile de l'univers « Légendes ». Il s'agit d'une naine noire située dans la nébuleuse d'Ivax[a 6].
- Exegol est une planète tellurique de l'univers « Officiel » présente notamment dans le film L'Ascension de Skywalker. Il s'y trouve une forteresse que Dark Sidious utilise comme base. Les Sith l'avaient déjà découverte longtemps avant et avaient ravagé l'environnement[113],[100].

### F
- Felucia est une planète tellurique de l'univers « Officiel » et de l'univers « Légendes » présente notamment dans le film La Revanche des Sith. Elle est recouverte de jungles, pour une population de 425 millions d'habitants, surtout des feluciens. Le gouvernement qui y est instauré est corporatif. La Guilde du Commerce y a installé son siège[a 26],[d 9],[d 11],[96].
- Fervse'dra est une ceinture d'astéroïdes de l'univers « Légendes ». Elle se trouve dans le système Bothan[a 11].
- Florrum est une planète tellurique de l'univers « Officiel » et de l'univers « Légendes ». Elle est située dans la Bordure extérieure et est recouverte d'un désert rocheux[d 9],[d 12].
- Fondor est une planète tellurique de l'univers « Officiel » et de l'univers « Légendes ». Elle est recouverte de villes, pour une population de 5 milliards d'habitants, majoritairement humains. Le gouvernement qui y est instauré est dirigé par une guilde. L'Empire s'est servi de Fondor pour construire le Croiseur interstellaire Executor[a 27].

### G
- Gamorr est une planète tellurique de l'univers « Officiel » et de l'univers « Légendes ». Elle est recouverte de forêts, montagnes et jungles pour une population de 500 millions de gamoréens. Le gouvernement qui y est instauré est organisé en clans[a 28].
- Garel est une planète tellurique de l'univers « Officiel ». C'est une importante plate-forme de correspondance de l'échange d'armes sous l'Empire[e 12].
- Garnib est une étoile de l'univers « Officiel » et de l'univers « Légendes ». Il s'agit d'une étoile bleue[a 6].
- Géonosis est une planète tellurique de l'univers « Officiel » et de l'univers « Légendes » présente notamment dans le film L'Attaque des clones. Elle est recouverte de déserts rocheux et de canyon, pour une population de 100 milliards de géonosiens. Le gouvernement qui y est instauré est structuré en ruches. La guerre des clones a commencé sur cette planète entourée d'anneaux. Les principales ruches de la planète sont Stalgasin, Gehenbar et Golbah. Seulement 5 % de la surface de la planète sont immergés. La planète possède depuis une collision avec une comète des anneaux[a 29],[c 11],[d 1],[d 9],[e 13],[107],[97].
- Glee Anselm est une planète tellurique de l'univers « Officiel » et de l'univers « Légendes ». C'est un monde aquatique et une destination touristique prisée[92], ainsi que la planète natale des nautolans, comme le maître Jedi Kit Fisto[114],[115].
- Gorse est une planète tellurique de l'univers « Officiel ». Kanan Jarrus, un ancien padawan, y a travaillé en tant que pilote de transporteur[c 12],[116].
  - Cynda est un satellite naturel de l'univers « Officiel ». Il est notamment exploité pour ses ressources minérales : un métal qui s'y trouve est utilisé pour construire des vaisseaux[116].

### H
- Hapes est une planète tellurique de l'univers « Officiel » et de l'univers « Légendes ». Elle est recouverte de forêts et de montagnes, pour une population de 8 milliards d'habitants, des humains (les Hapans). Le gouvernement qui y est établi est une matriarchie héréditaire, commandée par une Reine Mère. L'Amas de Hapes, dont cette planète est capitale, reste indépendant, même sous l'Empire[a 30].
- Haruun Kal est une planète tellurique de l'univers « Officiel » et de l'univers « Légendes ». C'est le monde natal du Jedi Mace Windu[c 8],[117].
- Honoghr est une planète tellurique de l'univers « Officiel » et de l'univers « Légendes ». Elle est située dans le Noyau[d 2].
- Hosnian Prime est une planète tellurique de l'univers « Officiel » présente notamment dans le film Le Réveil de la Force. Elle est située dans le Bordure médiane[111],[d 3].

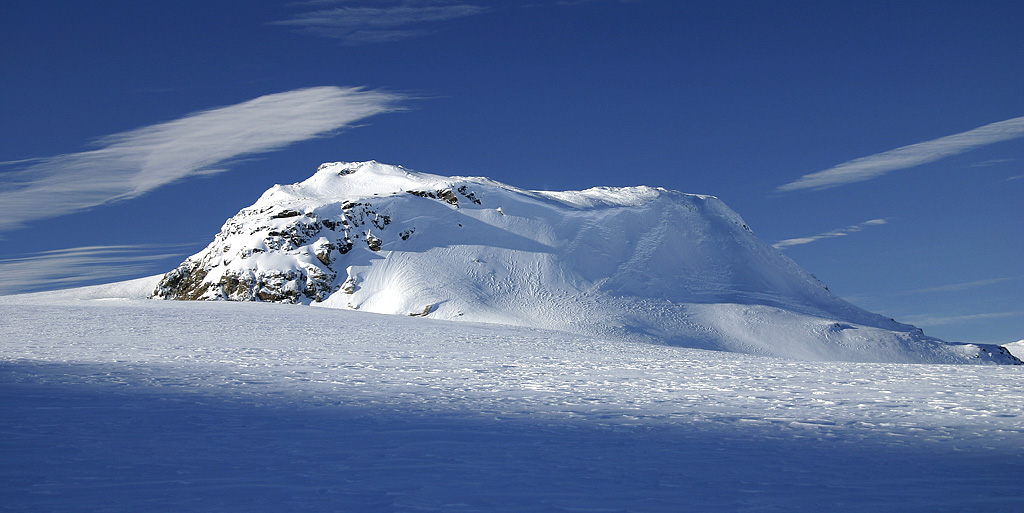
Lieu de tournage de Hoth, à Finse, en Norvège.

- Hoth est une planète tellurique glacée de l'univers « Officiel » et de l'univers « Légendes » présente notamment dans le film L'Empire contre-attaque. Elle est recouverte de plaines de glaces et de montagnes enneigées. La base Echo de l'Alliance rebelle y est établie. La planète est éclairée par un soleil bleu-blanc et subit régulièrement des chutes de météorites. Elle est assez petite pour être intégralement protégée par un bouclier[a 31],[c 2],[d 8],[d 13],[e 14],[107].

### I
- Ibaar est une planète tellurique de l'univers « Officiel » et de l'univers « Légendes ». Elle est située dans la Bordure extérieure[d 14].
- Iego est une planète tellurique de l'univers « Officiel » et de l'univers « Légendes ». Elle est particulière, car elle possède un millier de lunes. Les voyageurs à travers la Galaxie en parlent, disent notamment que sur ces lunes vivent des sortes d'anges[a 32],[d 9],[118].
  - Clepresdan est un satellite naturel de l'univers « Officiel »[d 4].
  - Cobarb est un satellite naturel de l'univers « Officiel »[d 4].
  - Flitrude est un satellite naturel de l'univers « Officiel »[d 4].
  - Millius Prime est un satellite naturel de l'univers « Officiel » et de l'univers « Légendes ». Elle est la plus grande lune d'Iego et est habitée par les anges. Durant la guerre des clones les séparatistes font des parties de chasse d'ange et mettent en place un grillage laser afin de les empêcher de s'échapper[d 4].
  - Rawnde est un satellite naturel de l'univers « Officiel »[d 4].
  - Uncovalor est un satellite naturel de l'univers « Officiel »[d 4].
  - Winlion est un satellite naturel de l'univers « Officiel »[d 4].
- Iktotch est une planète tellurique de l'univers « Officiel » et de l'univers « Légendes ». C'est la planète d'origine des iktotchis comme le Jedi Saesee Tiin[c 8]. C'est une planète désertée, régulièrement traversée par des tempêtes[119].
- Ilum ou base Starkiller[Note 18] est une planète tellurique de l'univers « Officiel » et de l'univers « Légendes » présente notamment dans le film Le Réveil de la Force. Elle se situe dans les Régions Inconnues. Elle est recouverte de montagnes, de paysages enneigés et de forêts. Les Jedi s'y rendent souvent depuis 22 800 av. BY, mais son emplacement est gardé secret. Durant son règne, l'Empire y extrait des cristaux kyber. Le Premier Ordre transforme la planète en base militaire dotée d'une arme capable de détruire des systèmes entiers[120],[a 33],[d 11],[d 13],[d 15],[e 15].
- Indoumodo est une planète tellurique de l'univers « Officiel » et de l'univers « Légendes »[d 16].
- Ithor est une planète tellurique de l'univers « Officiel » et de l'univers « Légendes ». Elle est recouverte de forêts et de jungles, pour une population de 2 milliards d'ithoriens[121]. Ces derniers vivent dans des cités flottantes, en orbite autour de la planète[106]. Le gouvernement qui y est instauré est formé sur l'élection d'un Conseil[a 34].

### J
- Jakku est une planète tellurique de l'univers « Officiel » présente notamment dans le film Le Réveil de la Force. Elle est recouverte par un grand désert. Une importante bataille de la guerre civile galactique y a eu lieu, et ses vestiges restent visibles plusieurs années après[111],[122],[d 12],[d 17].

### K
- Kadavo est une planète tellurique de l'univers « Officiel » et de l'univers « Légendes »[d 16].
- Kalee est une planète tellurique de l'univers « Officiel » et de l'univers « Légendes ». Elle est recouverte de forêts, canyons et mers, pour une population de 4 milliards de kaleesh. Le gouvernement qui y est instauré est limité à l'état de tribus indépendantes. Le général Grievous vient de cette planète[a 35].
- Kamino est une planète tellurique de l'univers « Officiel » et de l'univers « Légendes » présente notamment dans le film L'Attaque des clones. Elle est recouverte par un océan, pour une population d'un milliard de kaminoens. Le gouvernement qui y est instauré est formé d'un conseil dirigé par un Premier ministre. Il s'agit du monde d'origine des soldats clones de l'armée de la République. Kamino, située dans le Labyrinthe de Rishi, a été temporairement effacée des archives Jedi, pourtant censées être les plus complètes possible, afin que l'armée des clones ne soit pas découverte trop tôt. Cette planète ayant comme capitale Tipoca City se trouve à 70 000 années-lumière du Noyau[a 36],[c 13],[e 16],[97].

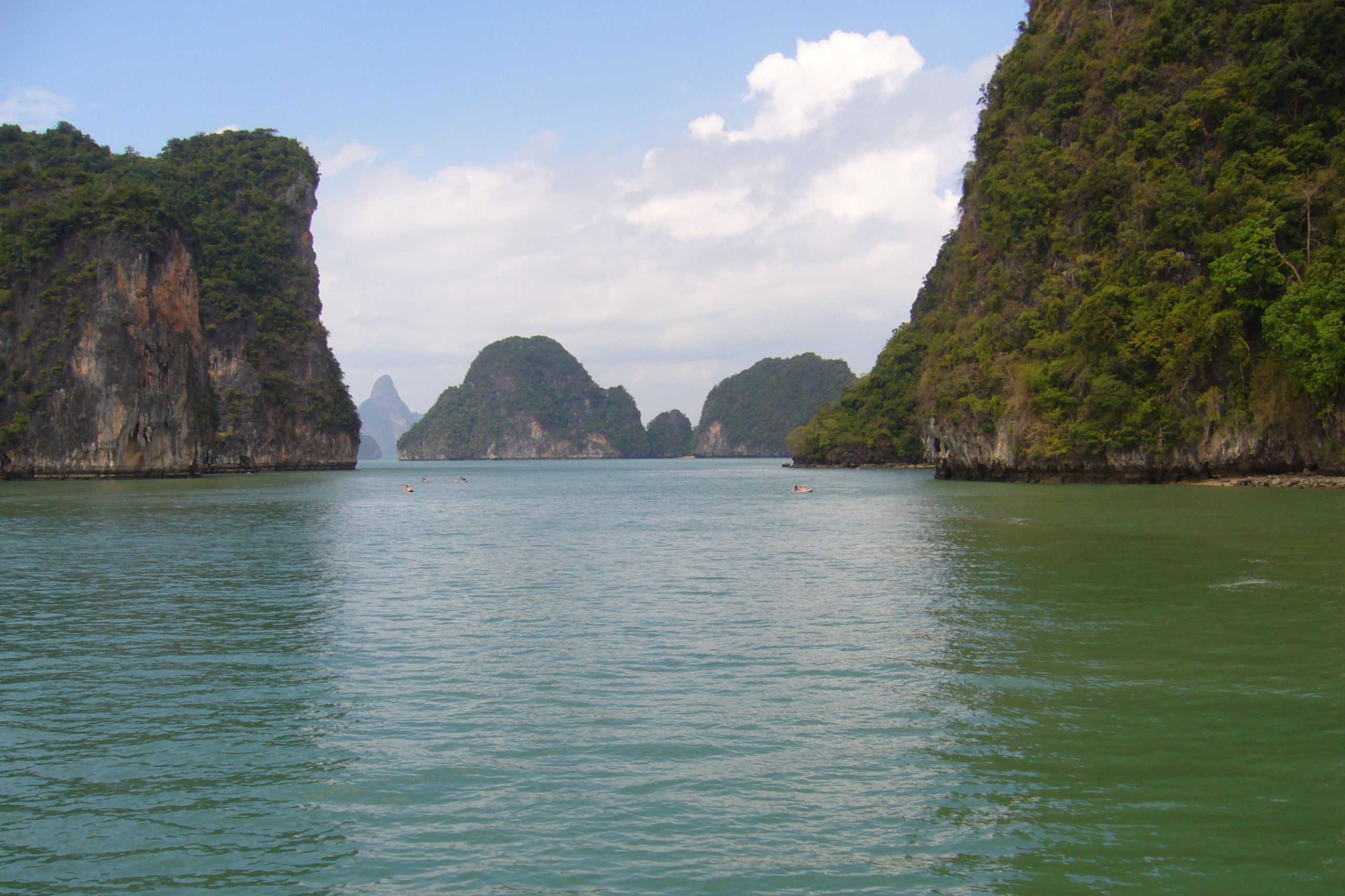
Lieu de tournage de Kashyyyk, dans le Parc national d'Ao Phang Nga en Thaïlande.

- Kashyyyk est une planète tellurique de l'univers « Officiel » et de l'univers « Légendes » présente notamment dans le film La Revanche des Sith. Elle est recouverte de forêts et de mers, pour une population de 45 millions de wookiees. Le gouvernement qui y est instauré est structuré par un conseil wookiee[a 37],[d 3],[d 11],[e 17],[96].
- Kattada est une planète tellurique de l'univers « Officiel » et de l'univers « Légendes ». Elle se situe dans les Colonies. Elle est recouverte de forêts et de mers. Sa capitale s'appelle Haleoda[a 9].
- Kejim est une planète tellurique de l'univers « Légendes »[90].
- Kessa est une étoile de l'univers « Officiel » et de l'univers « Légendes ». Il s'agit d'une étoile bleu-blanc[a 6].
- Kessel est un astéroïde de l'univers « Officiel » et de l'univers « Légendes » présent notamment dans le film Solo. Sa population est de 11 100 habitants de diverses espèces. Le gouvernement qui y est instauré est une administration militaire dominée par une famille royale. Cette astéroïde exporte notamment de l'épice[a 38],[d 9],[e 18].
- Keyorin est une planète tellurique de l'univers « Légendes ». Les contrebandiers y passant parfois leur retraite[a 9].
- Kijimi est une planète tellurique de l'univers « Officiel » présente notamment dans le film L'Ascension de Skywalker. Le mécanicien Babu Frik, capable de pirater les droïdes, s'y trouve. La planète est détruite par le Dernier Ordre[123],[124].
- Kiros est une planète tellurique de l'univers « Officiel » et de l'univers « Légendes ». Elle est située dans la Région de l'expansion[d 18].
- Kith est une ceinture d'astéroïdes de l'univers « Légendes ». Elle se trouve dans le système Boz Pity[a 12].
- Kol Iben est une géante gazeuse de l'univers « Officiel ». Elle se situe dans la Bordure extérieure[109].
  - Trask est un satellite naturel de l'univers « Officiel ». Elle est principalement aquatique[109].
- Ku'Bakai ou Ku'Baku est une étoile de l'univers « Officiel » et de l'univers « Légendes ». Il s'agit d'une géante bleue[a 6].
- Kuat est une planète tellurique de l'univers « Officiel » et de l'univers « Légendes ». Elle est recouverte de plaines et de forêts, pour une population de 3,6 milliards d'habitants, surtout humains. Le gouvernement qui y est instauré est une aristocratie. Cette planète, entourée d'un anneau artificiel, est connue pour ces chantiers navals[a 39].

### L
- La Gueule ou Amas de la Gueule est un trou noir de l'univers « Officiel » et de l'univers « Légendes » présent notamment dans le film Solo. Il est situé dans la Nébuleuse de la Gueule près de la planète Kessel[a 6],[a 40].
- Lasan est une planète tellurique de l'univers « Officiel ». Elle est notamment peuplée par les lasats, l'espèce du membre de l'Alliance rebelle Zeb Orrelios. Les Gardes d'Honneur de Lasan protègent cette planète, jusqu'à être vaincus par l'Empire lors d'un génocide[c 14].
- Lah'mu est une planète tellurique de l'univers « Officiel » présente notamment dans le film Rogue One. La famille Erso s'y cache de l'Empire pendant quelque temps[125].
- Le Remous est une nébuleuse de l'univers « Légendes ». Elle se situe dans l'Étendue gordienne, secteur de Yavin[a 41].
- Lira San est une planète tellurique de l'univers « Officiel »[d 16].
- Llanic est une planète tellurique de l'univers « Officiel » et de l'univers « Légendes ». Elle est stratégiquement située pour les transferts illégaux d'épice, qui viennent de planètes comme Ryloth pour être envoyés vers des planètes comme Nal Hutta. L'Empire surveille particulièrement Llanic[a 9].
- Lola Sayu est une planète tellurique de l'univers « Officiel » et de l'univers « Légendes ». Cette planète volcanique abrite la Citadelle, une des prisons les mieux gardées de la Galaxie. Grâce à des Jedi, Tarkin en échappe tout de même après y avoir été incarcéré par la CSI pour sa connaissance des coordonnées d'une route hyperspatiale qui confèrerait un avantage stratégique considérable[e 19],[97].
- Lothal est une planète tellurique de l'univers « Officiel ». Le gouvernement qui y est instauré est dirigé par l'Empire galactique, par l'intermédiaire d'un gouverneur, Arihnda Pryce pendant un certain temps. La capitale de la planète est nommée Capital City. Elle est recouverte de prairies de hautes herbes, mais son environnement est progressivement dégradé par l'exploitation minière, une importante activité de la planète. Une importante bataille y a lieu : elle oppose l'Empire à l'Alliance rebelle. Lothal possède un système de calendrier à part, dans lequel la fondation de l'Empire est en 3258[c 15],[d 14],[d 19],[e 20],[91].
- Lotho Minor est une planète tellurique de l'univers « Officiel ». Les déchets y sont apportés de planètes comme Naboo. Dark Maul y a passé 12 ans[c 16].

### M
- Malachor ou Malachor V est une planète tellurique de l'univers « Officiel » et de l'univers « Légendes ». Un ancien temple y est caché. Dans l'univers « Légendes », les guerres mandaloriennes s'y terminent[126].
- Malastare est une planète tellurique de l'univers « Officiel » et de l'univers « Légendes ». Elle est recouverte de déserts, jungles et lacs de méthane, pour une population de 2 milliards de grans et dugs. Le gouvernement qui y est instauré est basé sur l'élection d'un Conseil. Cette planète est célèbre pour ses ressources de carburant[a 42],[e 21].
- Maldo Kreis est une planète tellurique de l'univers « Officiel ». Elle est recouverte de glace[127],[128].
- Manaan est une planète tellurique de l'univers « Officiel » et de l'univers « Légendes ». Elle est couverte d'un océan. Ahto City y est la seule infrastructure conséquente[90].
- Mandalore est une planète tellurique de l'univers « Officiel » et de l'univers « Légendes ». Elle est recouverte de jungles, mers et déserts, pour une population de 4 millions d'habitants généralement humains. Le gouvernement qui y est instauré est formé en clans. Sundari en est la capitale. La planète s'est imposée comme une puissance à l'échelle galactique pendant longtemps. Après plusieurs siècles de guerre, Mandalore choisit la neutralité durant la guerre des clones, mais cette décision ne fait pas l'unanimité et le groupe terroriste de la Death Watch[Note 19] s'y forme. La planète, normalement alors pacifique, est sujette à une guerre civile. Maul en profite pour s'approprier le trône de Mandalore. Certains de ses alliés se retournent contre lui, avec le soutien de clones républicains, ce qui s'achève avec la capture de Maul et sa fuite, simultanément à l'Ordre 66[a 43],[d 9],[e 22],[129],[96],[105],[97].
  - Concordia est un satellite naturel de l'univers « Officiel » et de l'univers « Légendes ». La Death Watch, un groupe de guerriers terroristes mandaloriens, s'y cache[c 17],[105].
- Maridun est une planète tellurique de l'univers « Officiel » et de l'univers « Légendes ». Dans la Bordure Extérieure, elle est couverte de forêts et de plaines herbeuses. La CSI y essaie son tank de déploiement défoliant, capable d'exterminer les êtres organiques sans dégrader les infrastructures et droïdes[130],[e 23].
- Mimban est une planète tellurique de l'univers « Officiel » et de l'univers « Légendes » présente notamment dans le film Solo. Elle est recouverte de jungles et de marécages, pour une population d'1 million d'habitants, principalement des mimbanites[92],[a 44].
- Mon Cala ou Mon Calamari ou Dac est une planète tellurique de l'univers « Officiel » et de l'univers « Légendes ». Elle se situe dans la Bordure Extérieure. Elle est recouverte par un océan, pour une population de 27 milliards de quarrens et mon calamari. Le gouvernement qui y est instauré est basé sur un conseil représentatif, tout en possédant un monarque. Quarrens et Mon Calamari sont régulièrement en opposition à travers les siècles, déclenchant plusieurs guerres civiles[a 45],[d 7],[e 24],[131],[132],[96].
- Moraband ou Korriban est une planète tellurique de l'univers « Officiel » et de l'univers « Légendes ». Elle est recouverte de montagnes et de canyons. Dans l'univers « Légendes », sa population est de 9,6 milliards d'habitants du temps de son âge d'or. Le gouvernement qui y est alors instauré est une dictature. Moraband tient une place importante dans l'Histoire Sith[a 46],[105],[90],[100].
- Morak est une planète tellurique de l'univers « Officiel ». Elle est couverte de jungle et un minerai que l'on trouve sur cette planète, le rhydonium, y est exploité[109].
- Mortis est une planète tellurique de l'univers « Officiel » et de l'univers « Légendes ». Cette planète recouverte de forêts est habitée par trois vecteurs de la Force : le Père, la Fille et le Fils. Vue de l'extérieur, elle semble être un octaèdre traversé par des lignes rouges. C'est l'une des planètes les plus puissantes dans la Force[d 16],[e 25].

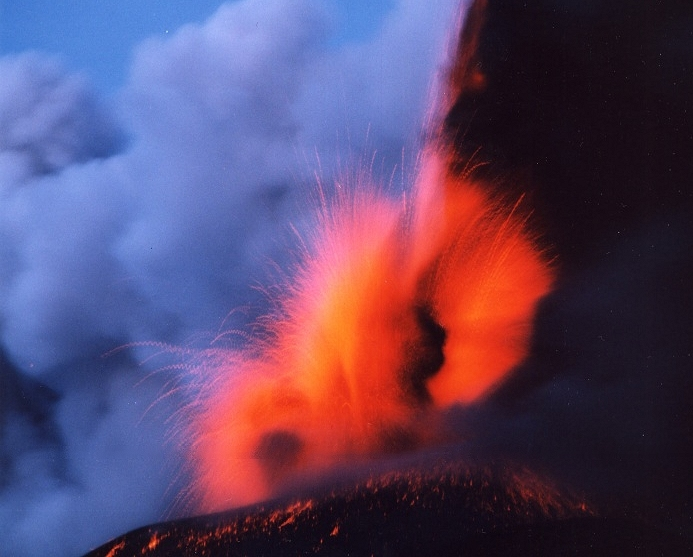
Lieu de fond pour Mustafar, l'Etna, en Italie.

- Mustafar est une planète tellurique de l'univers « Officiel » et de l'univers « Légendes » présente notamment dans les films La Revanche des Sith, Rogue One et L'Ascension de Skywalker. Dans l'univers « Légendes », elle est ravagée par l'attaque des Sith en 3 996 av. BY, qui a déstabilisé le noyau en fusion de la planète. En Bordure Extérieure, elle est recouverte de montagnes, de volcans, de grottes et de champs de lave, pour une population de seulement 20 000 habitants, majoritairement mustafariens. Le gouvernement qui y est instauré est corporatif. Dark Vador a tué les membres du conseil séparatiste sur cette planète. La planète est notamment exploitée pour ses minerais. Sa capitale se nomme Fralideja. Cette planète est puissante dans la Force[a 47],[c 5],[d 7],[d 20],[e 26],[107],[100].
- Mygeeto est une planète tellurique glacée de l'univers « Officiel » et de l'univers « Légendes » présente notamment dans le film La Revanche des Sith. Elle est recouverte de cristaux, montagnes et grottes, pour une population de 19 millions d'habitants, surtout des muuns. Le gouvernement qui y est établi est corporatif. Durant la grande purge Jedi, Ki-Adi Mundi y meurt[a 48].
- Myrkr est une planète tellurique de l'univers « Légendes ». Durant l'invasion yuuzhan vong, les Jedi y effectuent une mission d'élimination d'une arme yuuzhan vong[106].

### N

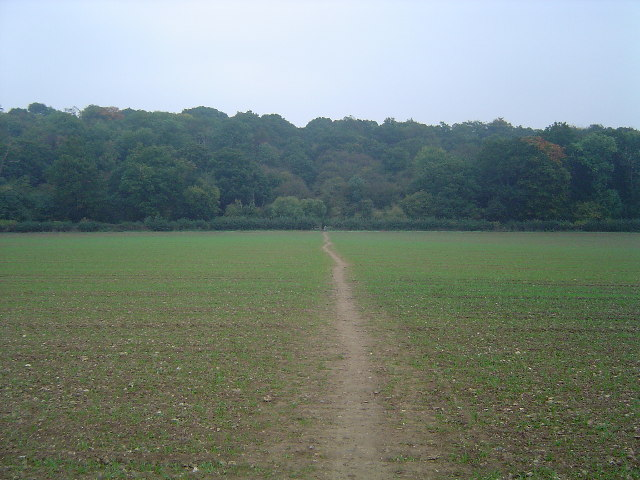
Lieu de tournage de Naboo, au bois de Whippendell, au Royaume-Uni.

- Naboo est une planète tellurique de l'univers « Officiel » et de l'univers « Légendes » présente notamment dans les films La Menace fantôme, L'Attaque des clones, La Revanche des Sith et Le Retour du Jedi. Elle est recouverte de montagnes, prairies et marais, pour une population de 4,5 milliards d'habitants, des gungans et des humains. Le gouvernement qui y est instauré est une démocratie. Cette planète est la cible du blocus de 32 av. BY organisé par la Fédération du commerce. Dans cette planète, les humains élisent leur monarque, souvent une jeune femme comme Padmé Amidala, élue à 14 ans. Pendant 847 ans, ce territoire fait partie de la République. Theed y est la capitale humaine tandis qu'Otoh Gunga est la capitale Gungan. Cette planète ne possède pas de noyau à proprement parler, mais est l'agglomération de plusieurs roches en un seul et unique astre[a 49],[c 4],[d 3],[d 19],[d 10],[e 27],[107],[96].
  - Veruna est un satellite naturel de l'univers « Officiel » présente notamment dans le film La Menace fantôme[d 4].
- Nagi est une planète tellurique de l'univers « Légendes ». Elle est recouverte de montagnes, pour une population de 48 millions d'habitants, essentiellement des nagais. Le gouvernement qui y est instauré est structuré en clans[a 50].

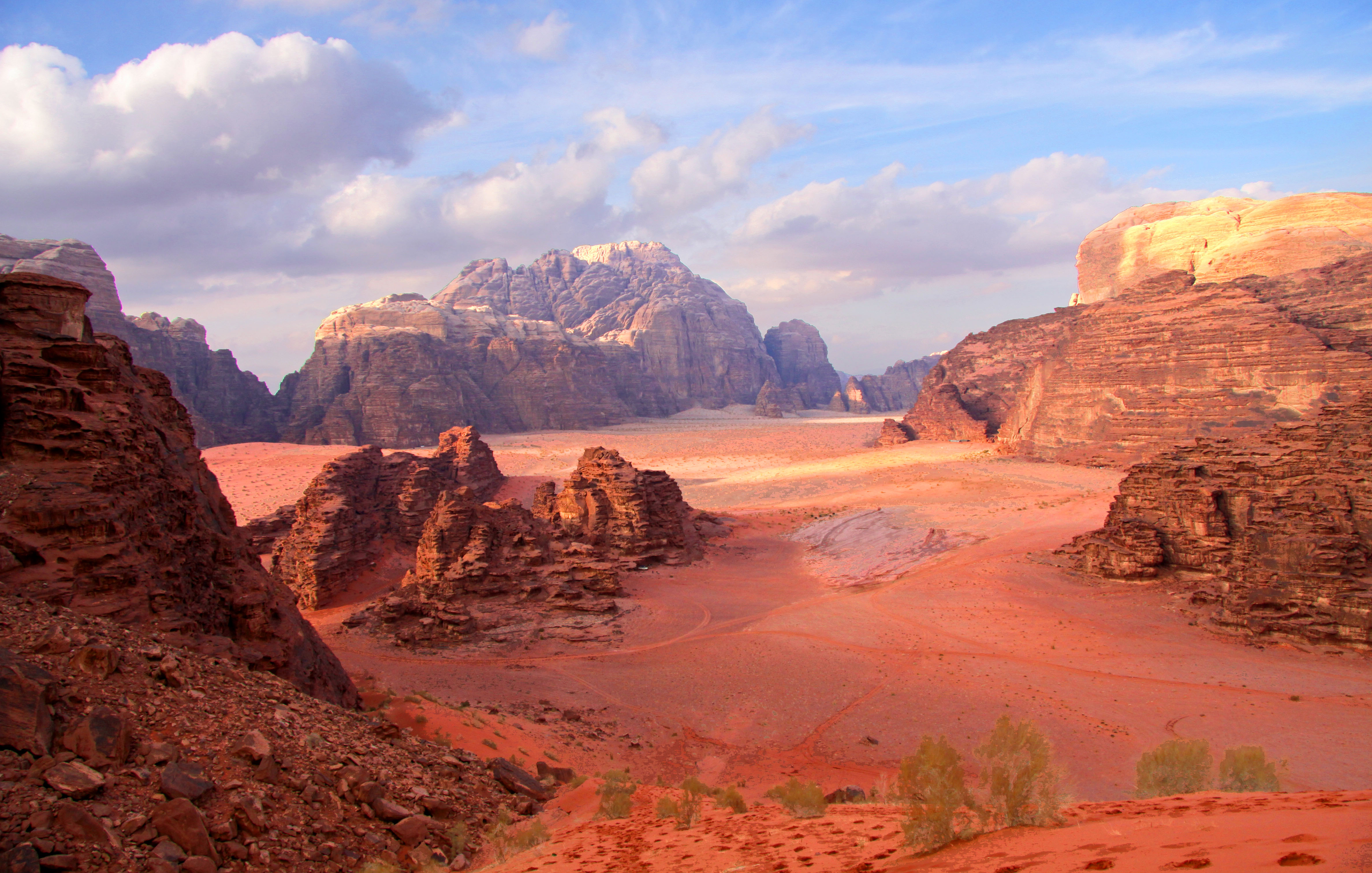
Lieu de tournage de Jedha, à Wadi Rum, en Jordanie.

- NaJedha est une planète tellurique de l'univers « Officiel »[125].
  - Jedha, ou lune du pèlerinage, est un satellite naturel de l'univers « Officiel » présente notamment dans le film Rogue One. Il est recouvert d'un désert rocheux et a une grande importance religieuse pour ceux qui croient en la Force. La ville de Jedha City, où se trouve un groupe religieux nommé Gardiens des Whills, a été détruite par l'Étoile de la mort. Cela a également tué le rebelle Saw Gerrera qui habite près de la ville[16],[133],[d 12],[96].
- Nal Hutta est une planète tellurique de l'univers « Officiel » et de l'univers « Légendes ». Elle est recouverte de marécages et de forêts, pour une population de 7 milliards d'habitants, des hutts pour presque la moitié. Le gouvernement qui y est instauré est formé sur le Conseil des Clans Hutts, dominant la planète et tout l'espace environnant[a 51],[d 9].
  - Nar Shaddaa est un satellite naturel de l'univers « Officiel » et de l'univers « Légendes ». Elle est la principale lune de Nal Hutta et la plus urbanisée pour une population de 85 milliards d'habitants. Le contrôle est laissé aux groupes criminels influents[a 52].
- La Nébuleuse d'Ivax est une nébuleuse de l'univers « Officiel » et de l'univers « Légendes »[a 6].
- La Nébuleuse de Din est une nébuleuse de l'univers « Officiel » et de l'univers « Légendes »[a 6].
- La Nébuleuse de Kaliida est une nébuleuse de l'univers « Officiel » et de l'univers « Légendes ». C'est l'une des principales zones de nidification de la manta neebraise[c 18],[97].
- La Nébuleuse de La Gueule ou Maelstrom d'Akkad ou Maelstrom Akkadais est une nébuleuse de l'univers « Officiel » et de l'univers « Légendes » présente notamment dans le film Solo. Elle est très proche de Kessel, où l'épice est produite en quantité[a 40].
- La Nébuleuse Rata est une nébuleuse de l'univers « Légendes ». Elle se trouve dans le sud du noyau de l'Ascendance chiss[a 53].
- Neimoidia est une planète tellurique de l'univers « Officiel » et de l'univers « Légendes ». Elle est recouverte de déserts, pour une population de 400 millions d'habitants, notamment des neimodiens. Le gouvernement qui y est instauré est corporatif. La planète a notamment créé la Fédération du commerce[a 54].
- Nelvaan est une planète tellurique glacée de l'univers « Officiel » et de l'univers « Légendes ». Les horaxs et les banthas blancs sont deux espèces animales qui y vivent[c 19].
- Nevarro est une planète tellurique de l'univers « Officiel ». La guilde des chasseurs de primes s'y trouve[134],[107],[105].
- Nubia est une planète tellurique de l'univers « Légendes ». Elle est recouverte de plaines et de montagnes, pour une population de 1,2 milliard d'habitants principalement humains. Le gouvernement qui y est instauré est une démocratie. La planète travaille avec talent dans l'aérospatial comme Corellia, planète du même secteur[a 55].
- Numidian Prime est une planète tellurique de l'univers « Officiel » présente notamment dans le film Solo. Le contrebandier Han Solo y gagne son vaisseau, le Faucon Millenium[92].
- N'Zoth est une planète tellurique de l'univers « Officiel » et de l'univers « Légendes » . Elle est recouverte de plaines et de déserts, pour une population de 700 millions d'habitants yevethans. Le gouvernement qui y est instauré est structuré en castes[a 56].

### O
- Obo Rin est un amas de comètes de l'univers « Légendes ». Il se trouve dans le système Coruscant[a 18].
- Oktos est une nébuleuse de l'univers « Légendes ». C'est la plus grande de l'Espace Hutt, dont elle se situe à l'ouest[a 57].
- Onderon est une planète tellurique de l'univers « Officiel » et de l'univers « Légendes ». Elle est recouverte de jungles, plaines et montagnes, pour une population de 4 millions d'habitants, essentiellement humains. Le gouvernement qui y est instauré est une monarchie. Iziz en est la capitale[a 58],[d 17],[e 28],[96].
  - Dxun est un satellite naturel de l'univers « Légendes ». Il est couvert d'une jungle[135].
- Oovo 4 ou Oovo IV est un satellite naturel de l'univers « Officiel » et de l'univers « Légendes ». Cette lune abrite notamment une prison[c 20].
- Ord Mantell est une planète tellurique de l'univers « Officiel » et de l'univers « Légendes » . Elle est recouverte de montagnes, plaines et océans, pour une population de 4 milliards d'habitants. Le gouvernement qui y est instauré est géré par un gouverneur du gouvernement galactique[a 59],[d 3],[e 5].
- Orto Plutonia est une planète tellurique de l'univers « Officiel » et de l'univers « Légendes ». Elle est située dans la Bordure extérieure et est recouverte de plaines de glace[d 4],[d 13].
  - Pantora est un satellite naturel de l'univers « Officiel » et de l'univers « Légendes »[d 4].
- Ossus est une planète tellurique de l'univers « Officiel » et de l'univers « Légendes ». Elle est recouverte de colline et de montagnes, pour une population de 250 millions d'habitants. Le gouvernement qui y est instauré est un conseil tribal. Les Jedi choisissent cette planète comme quartier général jusqu'à une importante attaque Sith[a 60].

### P
- Patitite Pattuna est une planète tellurique de l'univers « Officiel » et de l'univers « Légendes ». Elle est située dans le Bordure médiane[d 3].
- Ploo II est une planète tellurique de l'univers « Officiel » et de l'univers « Légendes ». C'est la planète d'origine des glymphids[c 21].
- Ploo IV est une planète tellurique de l'univers « Officiel » et de l'univers « Légendes ». C'est la planète d'origine des fluggriens[c 21].
- Polis Massa est une planète de l'univers « Officiel » et de l'univers « Légendes ». Elle est détruite par un cataclysme et devient un champ d'astéroïdes éponyme[e 29].

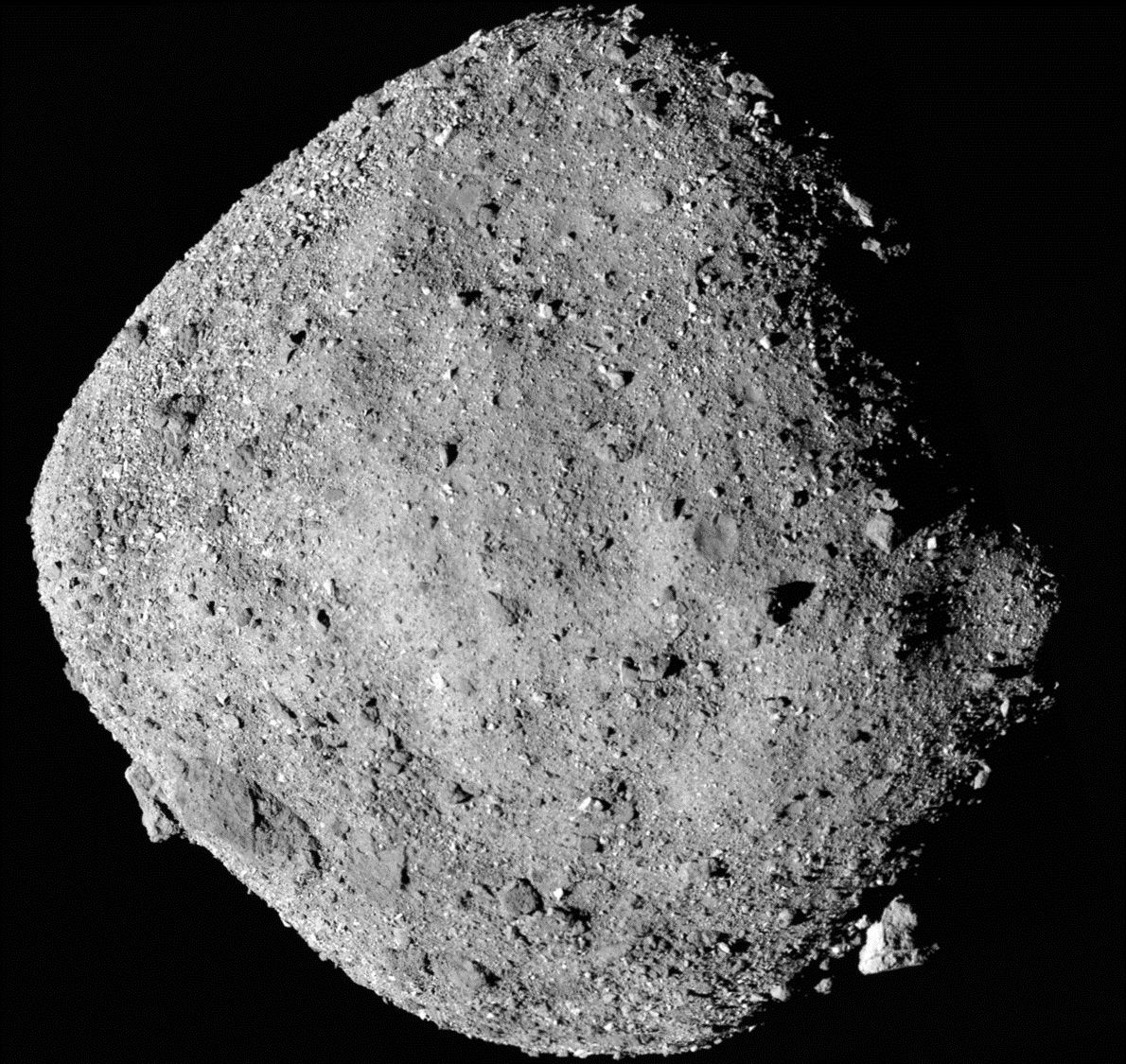
(101955) Bénou ressemble aux astéroïdes de Polis Massa.

- Polis Massa est un champ d'astéroïdes de l'univers « Officiel » et de l'univers « Légendes ». Des kallidahins y ont installé une base de recherche archéologique afin de comprendre le cataclysme qui a détruit la planète. Les jumeaux Leia et Luke Skywalker y naissent à la fin de la guerre des clones[e 29].
- Primus Goluud est une étoile de l'univers « Officiel » et de l'univers « Légendes ». Il s'agit d'une supergéante rouge[a 6].
- Le Pulsar de Din est une étoile de l'univers « Officiel » et de l'univers « Légendes ». Il s'agit d'une étoile à neutron située dans la nébuleuse de Din[a 6].

### Q
- Quarzite est une planète tellurique de l'univers « Officiel ». La vie s'y trouve principalement sous terre[c 22].
- Quermia est une planète tellurique de l'univers « Officiel » et de l'univers « Légendes ». C'est la planète d'origine du quermien comme le Jedi Yarael Poof[c 8].

### R
- Rakata Prime, ou Lehon, est une planète tellurique de l'univers « Officiel » et de l'univers « Légendes ». Dans l'univers « Légendes », elle est recouverte d'océans et de quelques îles, pour une population de 11 milliards d'habitants, principalement rakatas, du temps de son apogée. En effet, il s'agit jusqu'à sa chute de la capitale de l'Empire infini des Rakatas. Ensuite, la planète est abandonnée et oubliée[a 61],[90].
- Rattatak est une planète tellurique de l'univers « Officiel » et de l'univers « Légendes ». Elle est recouverte de montagnes, canyons et déserts, pour une population de 900 millions d'habitants, notamment rattataki. Le gouvernement qui y est instauré est structuré en tribus[a 62].
- Raxus Prime ou  Raxus est une planète tellurique de l'univers « Officiel » et de l'univers « Légendes ». Elle est principalement recouverte de décharges, pour une population de 1,3 million d'habitants, pour les deux tiers jawas. Le gouvernement qui y est instauré est une bureaucratie corporative et une organisation de tribus jawas. La Confédération des systèmes indépendants y est officiellement fondée, et le Parlement Séparatiste y est installé[a 63],[e 30].
- Rhen Var est une planète tellurique glacée de l'univers « Officiel » et de l'univers « Légendes ». C'est un champ de bataille de la guerre des clones puis de la guerre civile galactique[a 64].
- Ringo Vinda est une planète tellurique de l'univers « Officiel ». Elle est située dans le Bordure médiane[d 3].
- Rishi est une planète tellurique de l'univers « Officiel » et de l'univers « Légendes ». Elle est recouverte de montagnes et de marécages, pour une population de 2 milliards d'habitants, plutôt humains. Le gouvernement qui y est instauré est une colonie théocratique[a 65].
  - La lune froide de Rishi est un satellite naturel de l'univers « Officiel » et de l'univers « Légendes ». Elle abrite notamment les anguilles de Rishi[c 22],[d 4].
- Rodia est une planète tellurique de l'univers « Officiel » et de l'univers « Légendes ». Elle est recouverte de jungles, océans et marécages, pour une population de 1,3 milliard d'habitants, majoritairement rodiens. Le gouvernement qui y est instauré est basé sur le Grand Protecteur Rodien[a 66],[d 9],[d 10].
- Ropagi est une étoile de l'univers « Officiel » et de l'univers « Légendes ». Il s'agit d'une étoile blanc-jaune[a 6].
- Rugosa est un satellite naturel de l'univers « Officiel » et de l'univers « Légendes ». Elle est recouverte par une forêt de corail, les principales espèces sont le corail rugosien royal et le corail trident[d 4],[d 11],[d 21].
- Ruusan est une planète tellurique de l'univers « Officiel » et de l'univers « Légendes ». Elle est recouverte de déserts, pour une population de 30 000 habitants. C'est le théâtre de la bataille qui extermine l'ordre Sith en n'épargnant que Dark Bane. Désormais clandestin, ce dernier en profite pour restructurer totalement l'ordre Sith[a 67],[d 3].
- Ryloth est une planète tellurique de l'univers « Officiel » et de l'univers « Légendes ». Elle est recouverte de forêts, de plaines, de montagnes et de déserts, pour une population de 1,5 milliard d'habitants, pour la plupart twi'leks. Elle se trouve dans la Bordure Extérieure. Le gouvernement qui y est établi est une méritocratie. Durant la guerre des clones, la planète est particulièrement partagée entre les deux camps[a 68],[d 9],[d 12],[e 31],[96].

### S
- Saleucami est une planète tellurique de l'univers « Officiel » et de l'univers « Légendes » présente notamment dans le film La Revanche des Sith. Elle se situe dans la Bordure Extérieure. Elle est recouverte de montagnes, déserts, marais, volcans et grottes, pour une population de 1,4 milliard d'habitants. Le gouvernement qui y est instauré est corporatif. La Jedi Stass Allie y est tuée dans le cadre de la grande purge Jedi[a 69],[d 14],[e 32].
  - Cather est un satellite naturel de l'univers « Officiel »[d 4].
  - Jos est un satellite naturel de l'univers « Officiel »[d 4].
  - Victori est un satellite naturel de l'univers « Officiel »[d 4].
- Savareen est une planète tellurique de l'univers « Officiel » et de l'univers « Légendes ». Elle se trouve au Sud-Est galactique, dans la Bordure Extérieure, et est réputée pour son alcool[136].

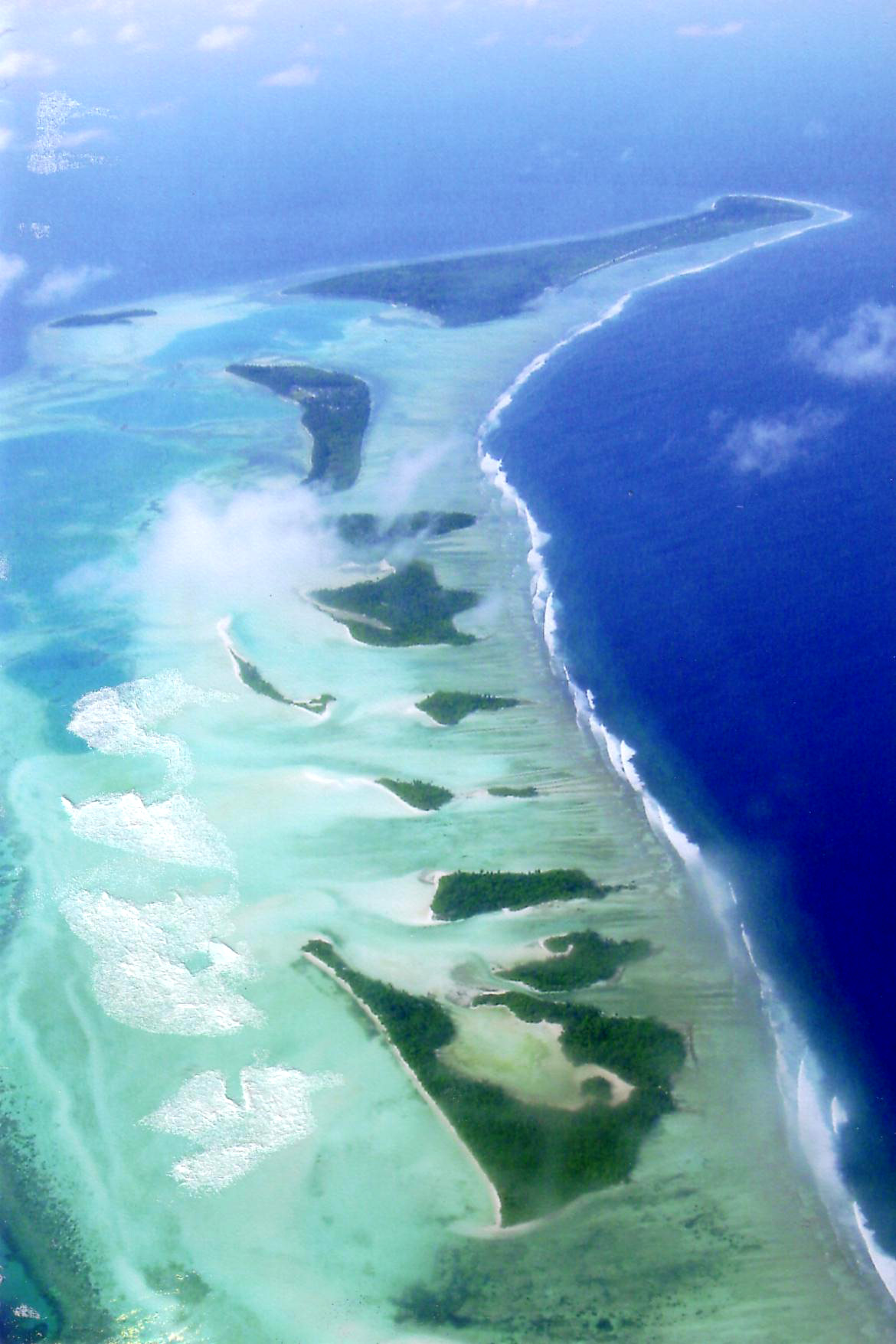
Lieu de tournage de Scarif, à l'atoll Hadhdhunmathi, aux Maldives.

- Scarif est une planète tellurique de l'univers « Officiel » présente notamment dans le film Rogue One. Elle est recouverte de petites îles volcaniques sur lesquelles pousse une jungle notamment composée de palmiers. L'Empire galactique y installe une base militaire[125],[d 22],[107],[96].
- Scipio est une planète tellurique de l'univers « Officiel » et de l'univers « Légendes ». Elle est recouverte de montagnes enneigées et sert de coffre-fort au Clan Bancaire Intergalactique[d 1],[e 33].
- Seelos est une planète tellurique de l'univers « Officiel ». Elle est recouverte d'un désert[d 12].
- Serenno est une planète tellurique de l'univers « Officiel » et de l'univers « Légendes ». Le comte Dooku est originaire de cette planète, ce qui donne à Serenno une grande importance au sein de la Confédération des systèmes indépendants[c 23].
- Sernpidal est une planète tellurique de l'univers « Officiel » et de l'univers « Légendes ». Elle est recouverte de déserts, ravins et océans, pour une population de 8 millions d'habitants. Le gouvernement qui y est instauré  est basé sur l'élection d'un conseil[a 70],[106].
  - Dobido est un satellite naturel de l'univers « Légendes ». Lune de Sernpidal, elle s'y est écrasée, tuant notamment le contrebandier et rebelle wookiee Chewbacca[a 70],[106].
- Shadda-Bi-Boran est une planète tellurique de l'univers « Officiel » et de l'univers « Légendes ». Elle est recouverte de plaines et de marécages, pour une population de 47 millions d'habitants principalement shadda-bi-borans. Le gouvernement qui y est instauré est une théocratie[a 71].
- Shili est une planète tellurique de l'univers « Officiel » et de l'univers « Légendes ». Elle est recouverte de grandes prairies colorées[137]. C'est le planète d'origine des togrutas, l'espèce de l'apprentie Jedi Ahsoka Tano[138].
- Sneeve est une planète tellurique de l'univers « Officiel » et de l'univers « Légendes ». C'est la planète d'origine des sneevels[c 21].
- Sokor est une étoile de l'univers « Officiel » et de l'univers « Légendes ». Il s'agit d'une géante rouge[a 6].
- Le Soleil de Takodana est une étoile de l'univers « Officiel » présente notamment dans le film Le Réveil de la Force. C'est le soleil de Takodana[d 6].
- Sorgan est une planète tellurique de l'univers « Officiel ». Cette planète agricole se situe dans la Bordure Extérieure[139].
- Sriluur est une planète tellurique de l'univers « Officiel » et de l'univers « Légendes ». C'est la planète d'origine des weequays[c 24].
- Stygeon Prime est une planète tellurique de l'univers « Officiel ». Elle est située dans la Bordure extérieure et est couverte de montagnes. La Flèche, une des prisons les mieux gardées de la République se trouve sur cette planète[d 8],[e 34].
- Sullust est une planète tellurique de l'univers « Officiel » et de l'univers « Légendes ». Elle est recouverte de montagnes, volcans et grottes pour une population de 18,5 milliards d'habitants, majoritairement sullustéens. Le gouvernement qui y est instauré est corporatif. C'est la planète d'origine de l'entreprise SoroSuub[a 72],[d 7].

### T

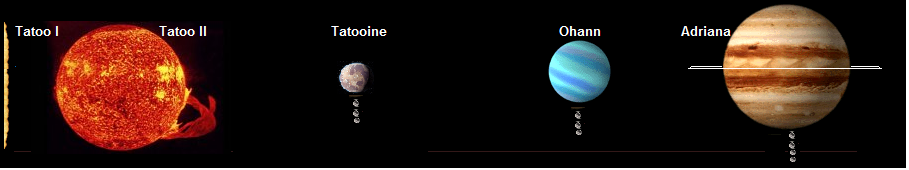
Schéma du système binaire Tatoo, celui de Tatooine.

- Taanab est une planète tellurique de l'univers « Officiel » et de l'univers « Légendes ». Elle est recouverte de champs et de mers, pour une population de 900 millions d'habitants. Le gouvernement qui y est instauré est corporatif[a 73].

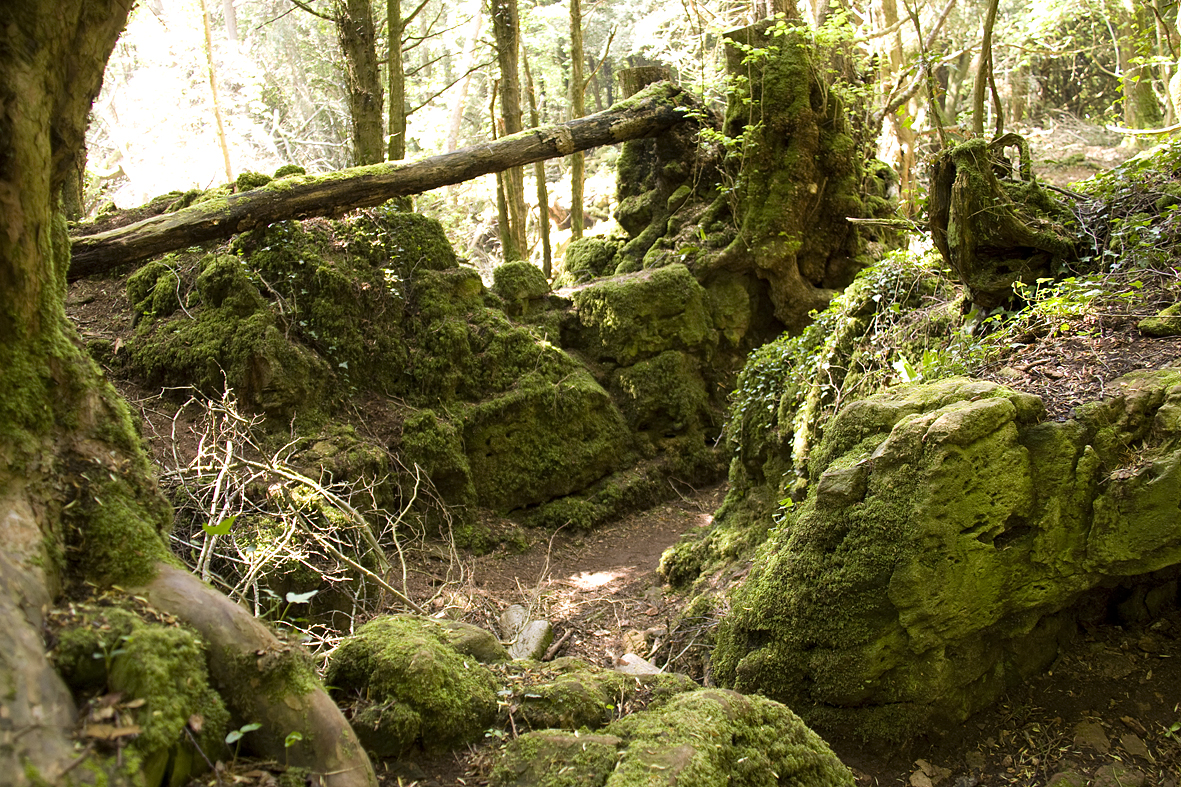
Lieu de tournage de Takodana, à Puzzlewood, au Royaume-Uni.

- Takodana est une planète tellurique de l'univers « Officiel » présente notamment dans le film Le Réveil de la Force. Elle est recouverte de forêts[111],[d 11],[107].
- Taris est une planète tellurique de l'univers  « Légendes ». Les Sith épuisent les ressources de cette planète initialement républicaine, ce qui marque le paysage, même après que la République galactique tente une recolonisation[90].

- Tatoo I est une étoile de l'univers « Officiel » et de l'univers « Légendes » présente notamment dans les films La Menace fantôme, L'Attaque des clones, The Clone Wars, La Revanche des Sith, Un nouvel espoir, Le Retour du Jedi et L'Ascension de Skywalker. C'est l'un des deux soleils de Tatooine[c 1],[d 6].
- Tatoo II est une étoile de l'univers « Officiel » et de l'univers « Légendes » présente notamment dans les films La Menace fantôme, L'Attaque des clones, The Clone Wars, La Revanche des Sith, Un nouvel espoir, Le Retour du Jedi et L'Ascension de Skywalker. C'est l'un des deux soleils de Tatooine[c 1],[d 6].

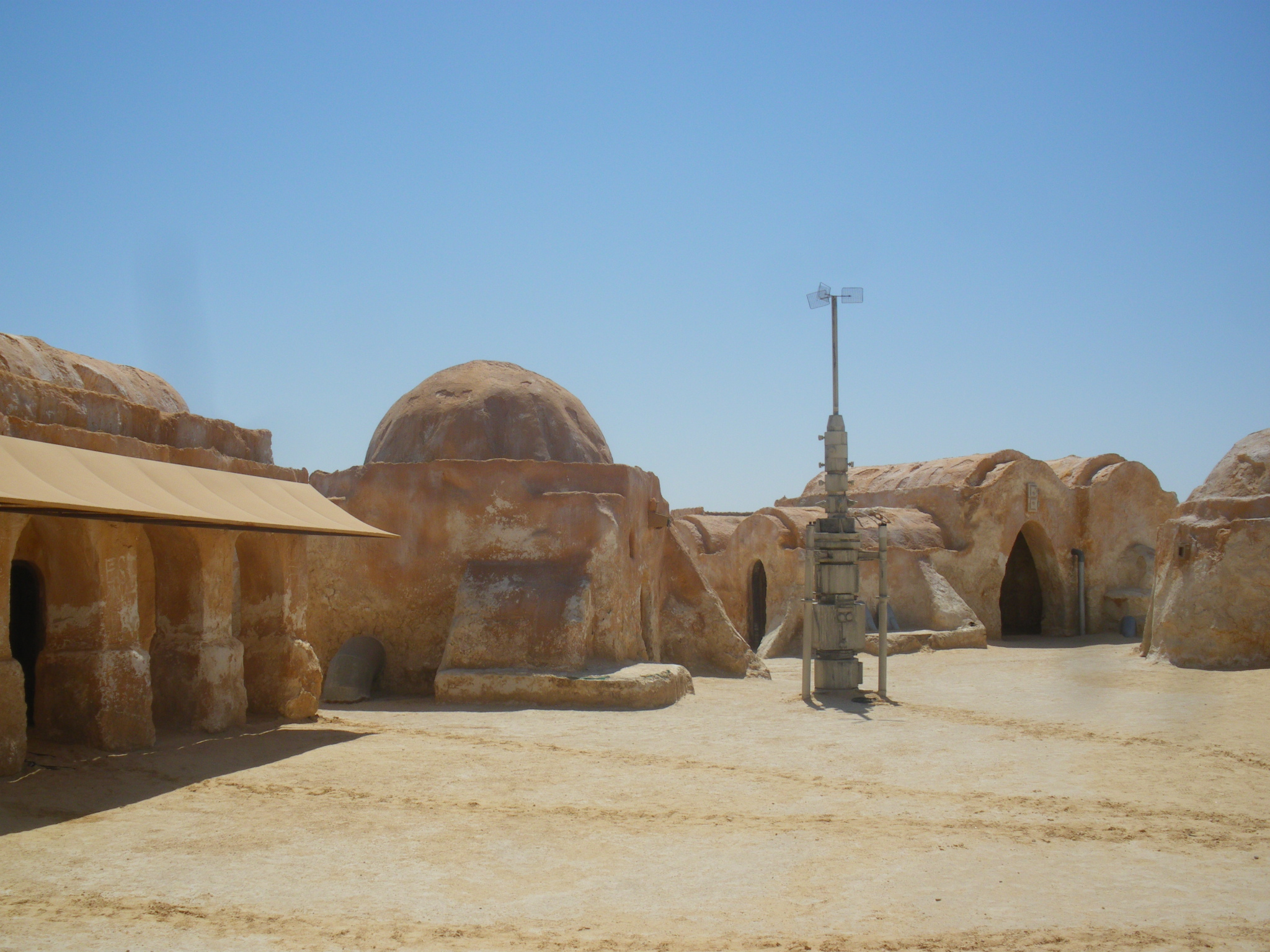
Lieu de tournage de la ville de Mos Espa sur Tatooine, en Tunisie.

- Tatooine est une planète tellurique de l'univers « Officiel » et de l'univers « Légendes » présente notamment dans les films La Menace fantôme, L'Attaque des clones, The Clone Wars, La Revanche des Sith, Un nouvel espoir, Le Retour du Jedi et L'Ascension de Skywalker. Elle est recouverte de déserts, pour une population estimée à 200 000 habitants d'humains, jawas et tuskens. Le gouvernement qui y est instauré est organisé en conseils locaux, les Hutts dominant la planète jusqu'à la mort du seigneur du crime Jabba. L'eau présente dans l'air y est captée est récupérée dans des fermes d'humidité, ce qui permet la survie dans ce désert. Les principales villes de la planète sont Mos Eisley, Mos Espa et Anchorhead[a 74],[c 1],[d 9],[d 12],[e 35],[107].
  - Ghomrassen est un satellite naturel de l'univers « Officiel » et de l'univers « Légendes » présent notamment dans les films L'Attaque des clones et The Clone Wars[c 1].
  - Guermessa est un satellite naturel de l'univers « Officiel » et de l'univers « Légendes » présent notamment dans les films L'Attaque des clones et The Clone Wars[c 1].
  - Chenini est un satellite naturel de l'univers « Officiel » et de l'univers « Légendes » présent notamment dans les films L'Attaque des clones et The Clone Wars[c 1].
- Terminus est une planète tellurique de l'univers « Officiel » et de l'univers « Légendes ». Elle se situe à l'intersection de deux des principales hypervoies, la voie Hydienne et la voie marchande Corellienne[a 9].
- Teth est une planète tellurique de l'univers « Officiel » et de l'univers « Légendes » présente notamment dans le film The Clone Wars. Elle se situe dans la Bordure Extérieure et est recouverte de forêts, de plaines et de jungles, pour une population de 45 millions d'habitants, surtout des humains. Le gouvernement qui y est instauré est une démocratie. Elle fait partie de l'Espace Hutt. l'une des premières batailles de la guerre des clones y a lieu[a 75],[d 11],[d 16],[e 36],[97].
- Thune est une planète tellurique de l'univers « Officiel »[d 16].
- Thyferra est une planète tellurique de l'univers « Officiel » et de l'univers « Légendes ». Elle est recouverte de forêts et de jungles, pour une population de 117 millions d'habitants, pour plus des deux tiers des vratix. Le gouvernement qui y est instauré est une ploutocratie[a 76].
- Toola est une planète tellurique glacée de l'univers « Officiel » et de l'univers « Légendes »[c 19].
- Toprawa est une planète tellurique de l'univers « Officiel » et de l'univers « Légendes ». Dans le « Légendes », c'est près de ce monde qu'a lieu une bataille entre l'Empire et l'Alliance rebelle peu avant celle de Yavin. C'est donc l'équivalent de la bataille en « Officiel » de Scarif[140].
- Toydaria est une planète tellurique de l'univers « Officiel » et de l'univers « Légendes ». Elle est recouverte de marécages et de lacs, pour une population de 11 millions d'habitants, essentiellement des toydariens. Le gouvernement qui y est instauré est une monarchie[141]. Elle fait partie de l'Espace Hutt[a 77],[d 3].
- Trandosha est une planète tellurique de l'univers « Officiel » et de l'univers « Légendes ». Elle est située dans le Bordure médiane[d 3].
  - Wasskah est un satellite naturel de l'univers « Officiel » et de l'univers « Légendes ». Il est contrôlé par des chasseurs trandoshans[d 4],[e 37].
- Triffis est une planète tellurique de l'univers « Officiel » et de l'univers « Légendes ». C'est la planète d'origine des triffians[c 21].
- Triton est une planète tellurique de l'univers « Officiel » et de l'univers « Légendes ». Elle est recouverte de déserts, pour une population de 3 millions d'habitants, presque que des tritonites. Le gouvernement qui y est instauré est une théocratie[a 78].
- Troiken est une planète tellurique de l'univers « Officiel » et de l'univers « Légendes ». C'est la planète d'origine des xextos[c 21].
- Tund est une planète tellurique de l'univers « Officiel » et de l'univers « Légendes ». Elle est recouverte de jungles et de rivières, pour une population de 18 millions d'habitants, notamment toongs. Cette colonie fondée par des siths au sang pur est empoisonnée en 45 av. BY par la collision avec deux comètes, bien après leur disparition[a 79].
- Tython est une planète tellurique de l'univers « Officiel » et de l'univers « Légendes ». C'est la planète où l'Ordre Jedi est censé avoir été créé. C'est également sur cette planète qu'Ahsoka Tano envoie Din Djarin et Grogu, un ancien temple Jedi s'y trouvant[142],[143].

### U
- Umbara est une planète tellurique de l'univers « Officiel » et de l'univers « Légendes ». Elle est située dans la Région de l'expansion, et se situe dans une nébuleuse. Cette planète n'est éclairée par aucune étoile et est couverte de collines. Une bataille durant la guerre des clones y voit une première partie de défaite de la République galactique suivie d'une seconde partie, de reprise de ce monde[d 18],[e 38],[97].
- Utapau est une planète tellurique de l'univers « Officiel » et de l'univers « Légendes » présente notamment dans La Revanche des Sith. Sa surface est percée de nombreux gouffres, pour une population de 95 millions d'utais et de pau'ans. Le gouvernement qui y est instauré est corporatif. Pau City en est la capitale. Temporairement, sous la direction du général Grievous, le Conseil séparatiste s'y est installé. Des cités souterraines y sont construites pour éviter les vents violents de la surface. Un gigantesque océan est enfoui sous la surface[a 80],[c 25],[d 1],[d 14],[e 39],[107].

### V
- Vandor est une planète tellurique de l'univers « Officiel » présente notamment dans le film Solo. Elle est froide et couverte de montagnes[92].
- Vanqor est une planète tellurique de l'univers « Officiel » et de l'univers « Légendes ». Elle est située dans la Bordure extérieure[d 14].
- Vassek est une planète tellurique de l'univers « Officiel » et de l'univers « Légendes ». Elle est située dans la Bordure extérieure[d 4].
  - Vassek 3 est un satellite naturel de l'univers « Officiel » et de l'univers « Légendes »[d 4],[144].
- Vendaxa est une planète tellurique de l'univers « Officiel » et de l'univers « Légendes ». C'est la planète d'origine des acklays[145].
- Vergesso Prime est un astéroïde de l'univers « Légendes ». Les contrebandiers et les rebelles l'utilisent pour se retrouver[a 9].

### W
- Wobani est une planète tellurique de l'univers « Officiel ». Utilisée comme camp de travail par l'Empire Galactique, la rebelle Jyn Erso y est emprisonnée au début des évènements de Rogue One[146].

### Y
- Yavin est une étoile de l'univers « Officiel » et de l'univers « Légendes ». Il s'agit d'une étoile orange[a 6].

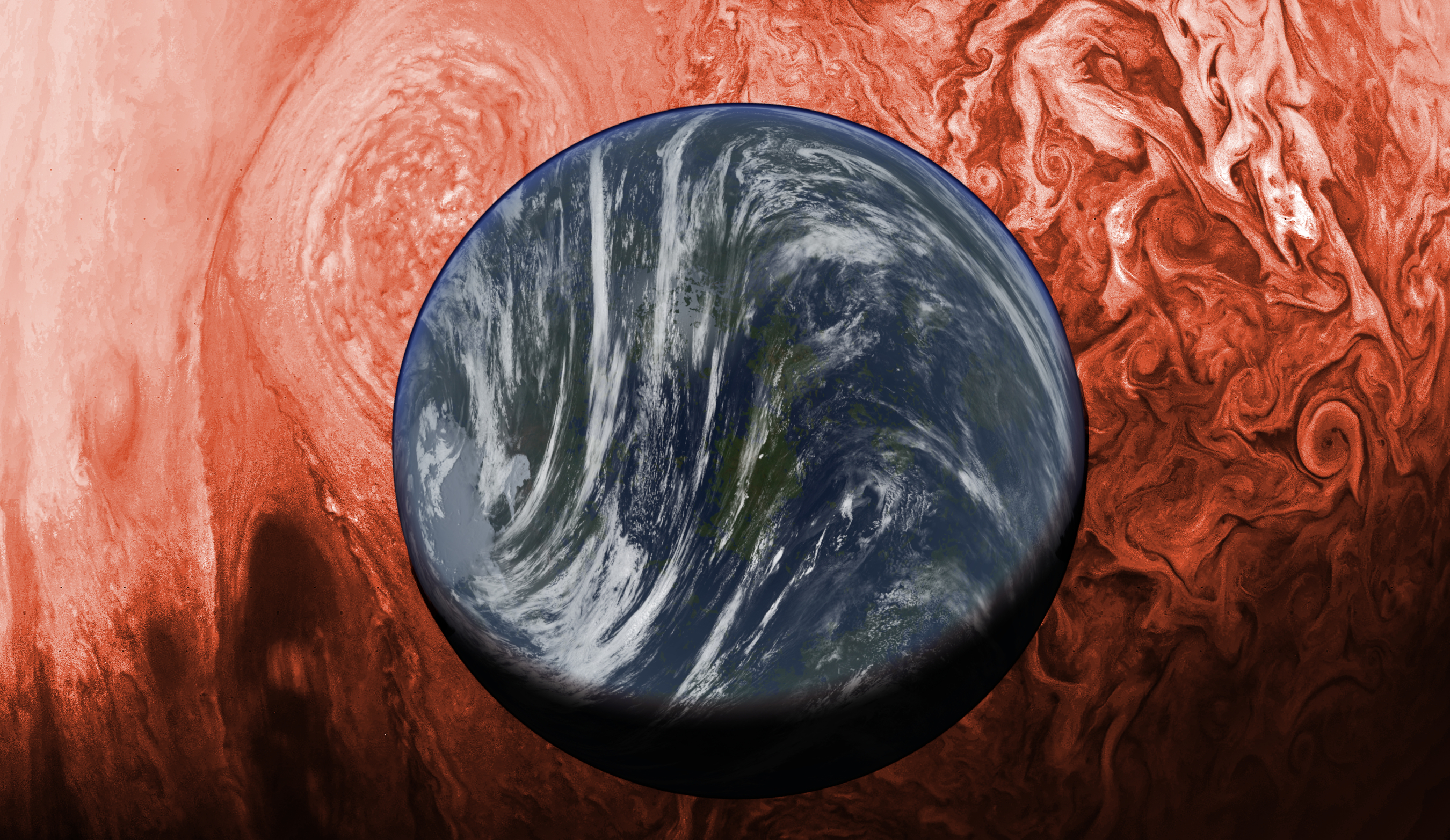
Vue d'artiste de Yavin 4 autour de Yavin.

- Yavin ou Yavin Prime est une géante gazeuse de l'univers « Officiel » et de l'univers « Légendes » présente notamment dans le film Un nouvel espoir[a 81].
  - Yavin 4 est un satellite naturel de l'univers « Officiel » et de l'univers « Légendes » présent notamment dans le film Un nouvel espoir. Cette lune est couverte de jungles et sert pendant quelque temps de base à l'Alliance rebelle, jusqu'à la destruction de l’Étoile de la mort lors de la bataille de Yavin[125],[a 81],[e 40].
- Yuuzhan'tar est une planète tellurique vivante de l'univers « Légendes ». Elle se situe dans une autre galaxie. Les yuuzhan vong en sont originaires. Ce monde est ravagé par une guerre[106],[147].

### Z
- Zanbar est un satellite naturel de l'univers « Officiel » et de l'univers « Légendes »[d 4].
- Zonama Sekot (« Monde du corps et de l'esprit » en ferroan) est une planète tellurique vivante de l'univers « Légendes ». Elle est recouverte de forêts, montagnes et rivières, pour une population de 2 millions d'habitants. Le gouvernement qui y est instauré est basé sur une méritocratie élue. Son hémisphère sud est fortement nuageux. Elle est habitée par les ferroans et les langhesis. Les Jedi Obi-Wan Kenobi et Anakin Skywalker, puis juste après l'officier de la République galactique Wilhuff Tarkin, s'y rendent. Cette planète peut voyager dans l'hyperespace[a 82],[d 14],[147].
- Zygerria est une planète tellurique de l'univers « Officiel » et de l'univers « Légendes ». Elle est située dans la Bordure extérieure et est réputée pour son marché d'esclaves. Dans le cadre de la guerre des clones, des Jedi s'y infiltrent lors d'une mission[d 14],[148].

- Haut – A
- B
- C
- D
- E
- F
- G
- H
- I
- J
- K
- L
- M
- N
- O
- P
- Q
- R
- S
- T
- U
- V
- W
- X
- Y
- Z